# Record du tour du monde à la voile

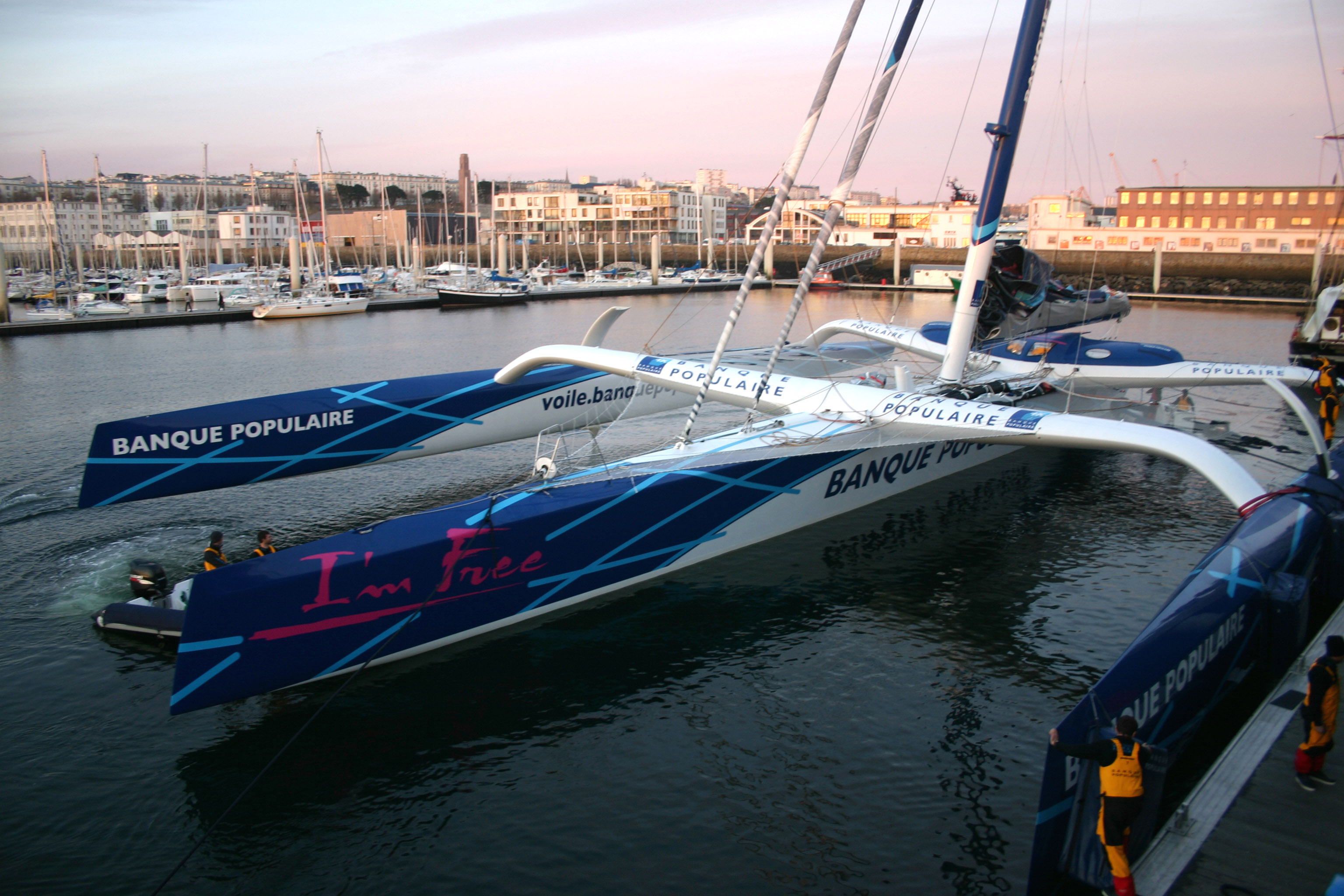
Banque populaire V, détenteur du record de 2012 à 2017, avec Loïck Peyron.

Le record du tour du monde à la voile est l'un des enjeux majeurs de la catégorie des courses au large. Il récompense l'équipage ou bien le marin solitaire ayant effectué le plus rapidement la circumnavigation autour du globe.
Le World Sailing Speed Record Council (WSSRC), qui est depuis 1972 l'organe seul habilité à homologuer un tel record, définit un tour du monde valide de la façon suivante :
« Pour naviguer autour du monde, un navire doit partir et revenir au même point, doit traverser tous les méridiens de longitude et doit traverser l'équateur. Il peut traverser certains, mais pas tous les méridiens plus d'une fois. La plus courte distance orthodromique de la course doit être d'au moins 21 600 milles nautiques. Pour le calcul de cette distance, il faut supposer que le navire naviguera autour de l'Antarctique sans passer au sud du 63e parallèle sud. Aucun point de départ ne sera autorisé plus au sud que le 45e parallèle sud. »
Il est possible de tenter le record en monocoque ou en multicoque, en équipage, en solitaire ou en double. Il existe donc six catégories différentes de record du tour du monde à la voile possédant leur record propre. Le meilleur temps réalisé dans l'ensemble de ces catégories est considéré par le WSSRC comme le record officiel. Quels que soient la classe du navire et le volume de l'équipage, le tour du monde doit être réalisé sans assistance pour être validé.
Le record actuel est détenu par Idec Sport, skippé par Francis Joyon, en 40 jours 23 heures 30 minutes et 30 secondes depuis janvier 2017. Le record en solitaire est détenu par François Gabart sur Macif, en 42 jours 16 heures 40 minutes et 35 secondes depuis le 17 décembre 2017.

## Les courses autour du monde
Le tour du monde peut théoriquement être réalisé dans les deux sens, d’est en ouest ou d'ouest en est. Les vents et les courants dominants rendent le parcours d'ouest en est plus rapide. Ainsi, la majorité des skippeurs et des équipages se lancent dans une circumnavigation d'ouest en est.
Il existe des courses autour du monde, telles que le Vendée Globe (monocoque, en solitaire et sans escale), The Ocean Race (monocoque, en équipage avec escales) ou la Barcelona World Race (monocoque, en double avec escales), permettant de tenter de battre le record du monde. Il est naturellement possible de tenter de battre le record hors compétition, comme c'est le cas pour les records du monde en solitaire et en multicoque. Aujourd'hui, les meilleurs temps sont établis par des multicoques, devenus beaucoup plus performants que les monocoques.
Le Trophée Jules-Verne (en équipage, et sans escale) n'est pas une course mais un défi pourvoyeur de la majeure partie des records autour du monde.
La course Vendée Globe est une course en solitaire sur monocoque limité à 60 pieds (environ 18 mètres). Cette course établit le temps de référence sur le parcours d'ouest en est en monocoque. Mais cette course inclut des bouées de passage supplémentaires.
La course The Race ne suit pas le même parcours. Les temps ne sont pas très comparables.
L'Arkéa Ultim Challenge est un tour du monde en solitaire pour les trimarans géants volants de la classe Ultim 32/23. Le parcours est identique à celui du Vendée Globe, à la différence près que le départ de la première édition est donné de Brest, le 7 janvier 2024.

## Tours du monde en équipage

### Les détenteurs du record du tour du monde en équipage
| Année          | Temps                   | Vitesse moyenne (nœuds) | Skipper              | Bateau             | Type de Bateau         | Équipages       |
| -------------- | ----------------------- | ----------------------- | -------------------- | ------------------ | ---------------------- | --------------- |
| 2017 (janvier) | 040 j 23 h 30 min 30 s, | 26,85                   | Francis Joyon        | Idec Sport         | Trimaran               | 06 personnes    |
| 2012 (janvier) | 045 j 13 h 42 min 53 s  | 25,96                   | Loïck Peyron         | Banque Populaire V | Trimaran               | 14 personnes    |
| 2010 (mars)    | 048 j 07 h 44 min 52 s, | 24,50                   | Franck Cammas        | Groupama 3         | Trimaran               | 10 personnes    |
| 2005 (mars)    | 050 j 16 h 20 min 04 s  | 23,35                   | Bruno Peyron         | Orange II          | Catamaran              | 14 personnes    |
| 2004 (avril)   | 058 j 09 h 32 min 45 s  | 20,27                   | Steve Fossett        | Cheyenne           | Catamaran              | 12 personnes    |
| 2002 (mai)     | 064 j 08 h 37 min 24 s, | 18,39                   | Bruno Peyron         | Orange             | Catamaran              | 13 personnes    |
| 1997 (mars)    | 071 j 14 h 18 min 08 s  | 16,53                   | Olivier de Kersauson | Sport-Elec         | Trimaran               | 07 personnes    |
| 1994 (janvier) | 074 j 22 h 17 min 22 s  | 15,79                   | Blake/Knox-Johnston  | Enza               | Catamaran              | 06 personnes    |
| 1993 (janvier) | 079 j 06 h 15 min 56 s, | 14,93                   | Bruno Peyron         | Commodore Explorer | Catamaran              | 05 personnes    |
| 1923-1925      | 280 j de mer (2 ans)    | 04,22                   | Conor O'Brien        | Saoirse            | Ketch à fortune carrée | 2 à 4 personnes |

Note : en 2004, Olivier de Kersauson remporta le Trophée Jules-Verne en battant le record de 2002, mais sans battre le record établi par Steve Fossett.

### Autres performances notables
Lors de son record du Trophée Jules-Verne en 2009-2010, le trimaran Groupama 3 aux mains de Franck Cammas a parcouru 798 milles nautiques en 24 h le 13 février 2010 à 17 h TU, affichant 17 jours à plus de 600 milles, dont 10 jours à plus de 700 milles.
Lors de son record du Trophée Jules-Verne en 2011-2012, le Maxi Banque Populaire V aux mains de Loïck Peyron a parcouru 812 milles nautiques en 24 h le 3 décembre 2011 à 11 h 45 TU, affichant 28 jours à plus de 600 milles, dont neuf jours à plus de 700 milles et un jour à plus de 800 milles.
Lors de son record du Trophée Jules-Verne en 2016-2017, le trimaran Idec Sport aux mains de Francis Joyon a parcouru 894 milles nautiques en 24 h, affichant 22 jours à plus de 600 milles, dont 15 jours à plus de 700 milles, dont huit jours à plus de 800 milles.
Lors de la tentative avortée de janvier 2019, Yann Guichard réalise un nouveau record au passage de l'équateur en 4 jours 19 h 57 min, et grâce à des conditions météo favorable aligne 4 812,1 milles du 11e au 16e jour soit 802 milles/jour pendant six jours consécutifs.
Le 24 novembre 2020, profitant d'une fenêtre météo qui laisse espérer un temps record au passage de l'Équateur, les ultimes Sodebo Ultim 3 et Maxi Edmond de Rothschild s'élancent à la conquête du Trophée Jules Verne. Lors de la tentative de 2020, le 5 décembre, Thomas Coville, sur Sodebo Ultim 3, a parcouru 889,9 milles en 24 h (37,1 noeuds de moyenne).
À partir du 17 janvier 2024, lors de la course Arkéa Ultim Challenge, Charles Caudrelier aligne 3 journées à près de 35 noeuds de moyenne (838 milles pour ses meilleures 24h).
Lors de la tentative de 2024, le 21 décembre, François Gabart , sur SVR-Lazartigue, a parcouru 892,2 milles en 24h (37,2 nœuds de moyenne).

### Campagne de Joyon lors du Trophée Jules-Verne 2016-2017
Lors de leur tentative de 2016 dans le cadre du Trophée Jules-Verne, Francis Joyon et son équipage battent le record jusqu’alors détenu par Loïck Peyron et l’équipage du maxi trimaran Banque Populaire V, ainsi que de nombreux records intermédiaires : quatre sont officialisés et font l’objet de records dûment certifiés par le WSSRC.
En 2022, Francis Joyon devient le plus long détenteur de l’histoire du Trophée Jules Verne.

#### Reprise et optimisation de Groupama 3
Francis Joyon prend possession du trimaran Groupama 3 le 2 octobre 2015, après trois semaines de chantier chez Multiplast, à Vannes. Il fait le choix d'une configuration intermédiaire entre la puissance initiale et le gréement réduit pour des courses en solitaire. Plus proche de la légèreté, de la simplicité, de l'ergonomie et de la fiabilité recherchée en solitaire, au prix d'une moindre polyvalence en particulier dans le petit temps, les choix de Joyon paieront lors de ses deux passages dans les mers du sud fin 2015 puis fin 2016, avec de nombreux records à la clé.

#### Contexte des records battus
Ils réalisent une traversée très rapide des mers du sud et notamment de l'océan Indien, parcourant 8 091,73 milles en 10 jours, soit 809 milles par jour. Cet épisode a commencé à l'avant du front d'une dépression qui s'est déplacée à une vitesse correspondant au potentiel du bateau depuis le large de l'Amérique du Sud jusqu'à l'océan Pacifique. Pendant 12 jours, le vent reste orienté sur l’arrière bâbord du bateau, soufflant en permanence à plus de 30 nœuds, une configuration idéale pour les records de vitesse. Selon l’état de la mer, les vitesses de pointe oscillent entre 38 et 44 nœuds. Du fait d'une mer creuse et mal rangée, leur vitesse redescend temporairement (29 nœuds et 700 milles/24 h) avant une nouvelle accélération les faisant repasser au-dessus de la barre des 800 milles parcourus quotidiennement.
Après avoir dépassé la Nouvelle-Zélande et l'antiméridien, navigué bâbord amures sur 205 degrés de longitude (de 25 degrés ouest à l'antiméridien) dans les mers du sud, Francis Joyon et son équipage finissent par empanner dans la transition entre deux dépressions, et parviennent à rattraper le système météo qui les précède sur l'océan Pacifique, repartant à plus de 30 nœuds de moyenne journalière vers le cap Horn.
Francis Joyon double le Cap Horn, 16 jours après avoir accroché la première dépression au large de l'Amérique du Sud, et après une trajectoire de près de 12 000 milles au-dessus de 30 nœuds de moyenne (730,16 milles/24 h sur 16 jours contre). Il signe alors une progression des performances entre 30 et 40 % par rapport au record à battre de Loïck Peyron cinq ans plus tôt. Quittant les mers du sud avec une avance de plus de 4 jours sur le précédent record de Loïck Peyron, Francis Joyon et son équipage ont repris l'équivalent de 2 800 milles, soit une moyenne de 150 milles de mieux par jour que le record précédent à l'occasion de cet épisode.
Les conditions météorologiques ont permis d'optimiser le parcours: 26 412 milles couverts sur le fond, à la moyenne de 26,85 noeuds, pour une route théorique de 22 461 milles nautiques. Banque Populaire V, lui, avait du couvrir quasiment 2 600 milles de plus (29 002 milles).
Il arrive le 26 janvier 2017 avec un nouveau record du tour du monde à la voile en équipage en 40 jours 23 heures 30 minutes et 30 secondes.

#### Records de distance parcourue battus pendant la campagne
Alors que la meilleure journée du précédent record de Loïck Peyron fut l'unique journée au-dessus de 800 milles de son record (811 milles sur 24 heures, soit 33,79 nœuds de moyenne), Francis Joyon maintient une vitesse au-dessus des 800 milles quotidiens pendant 10 jours consécutifs.
Il améliore ainsi un grand nombre de record de progression par un voilier sur une période donnée :
| Référence                      | Date de début               | Distance (milles) | Vitesse (nœuds) | Vitesse (milles/24 h) |
| ------------------------------ | --------------------------- | ----------------- | --------------- | --------------------- |
| Meilleure journée              |                             | 0 894             | 37,3            | 894                   |
| Meilleures 48 h                | 28 décembre 2016 3 h 30 UTC | 01 748,2          | 36,42           | 874,1                 |
| Meilleures 72 h                | 30 décembre 2016 3 h 30 UTC | 02 617,7          | 36,36           | 872,57                |
| 4 meilleurs jours consécutifs  | 27 décembre 2016 3 h 30 UTC | 03 477,4          | 36,22           | 869,35                |
| 5 meilleurs jours consécutifs  | 27 décembre 2016 12 h UTC   | 04 312,57         | 35,94           | 862,51                |
| 6 meilleurs jours consécutifs  | 27 décembre 2016 0 h UTC    | 05 104,16         | 35,45           | 850,7                 |
| 8 meilleurs jours consécutifs  | 26 décembre 2016 18 h UTC   | 06 525,14         | 33,99           | 815,64                |
| 10 meilleurs jours consécutifs | 26 décembre 2016 18 h UTC   | 08 091,73         | 33,71           | 809,17                |
| 12 meilleurs jours consécutifs | 26 décembre 2016 18 h UTC   | 09 369,03         | 32,53           | 780,75                |
| 16 meilleurs jours consécutifs | 26 décembre 2016 18 h UTC   | 11 682,62         | 30,42           | 730,16                |

#### Autres records battus pendant la campagne
- Record de la remontée de l'Atlantique Nord : 5 j 19 h 21 min (7 j 10 h 58 min ou 25 % de plus pour Loïck Peyron lors du record de 2011)

## Tours du monde en solitaire

### Histoire

#### Un territoire encore en défrichage

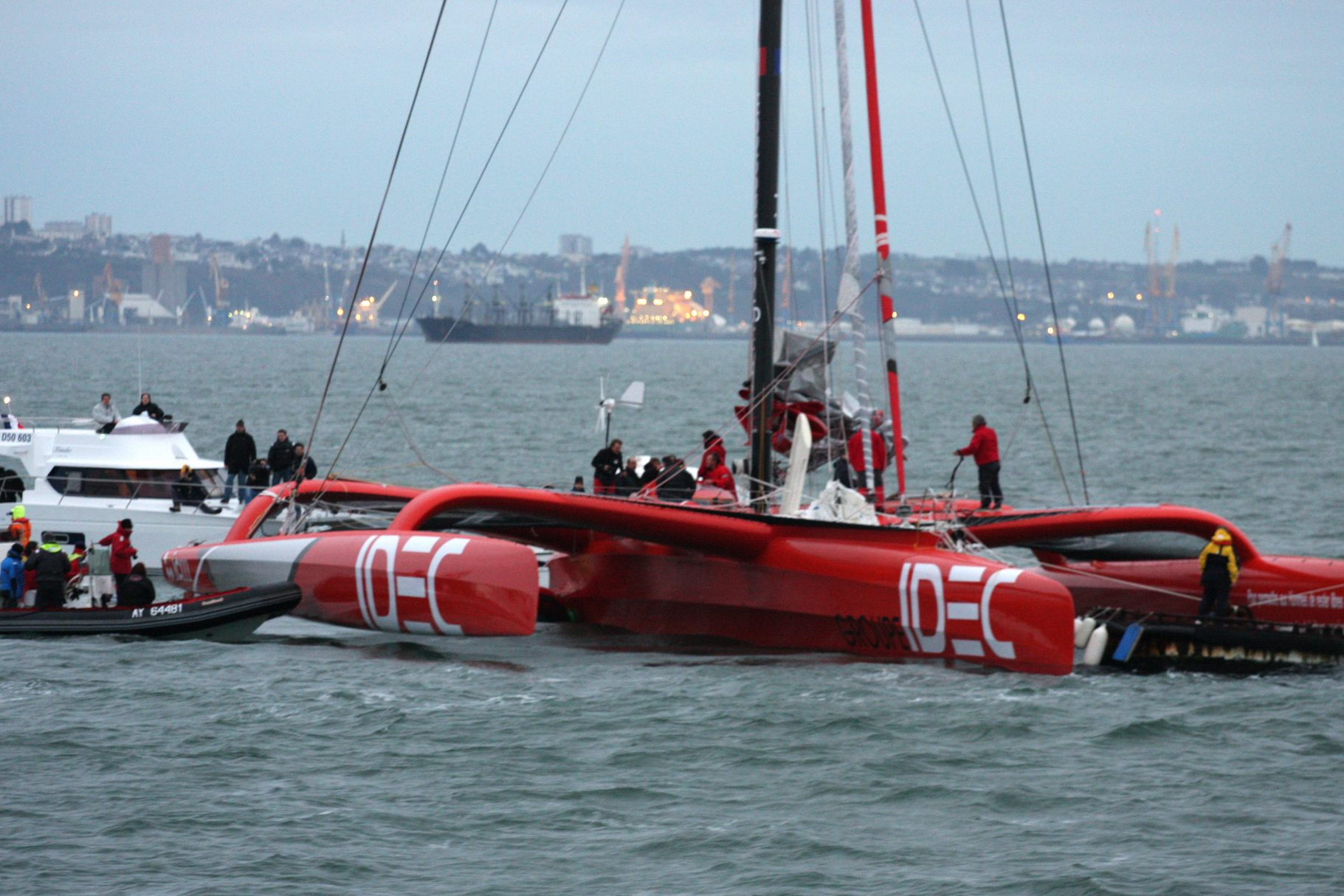
Idec de Francis Joyon, au retour de son tour du monde.

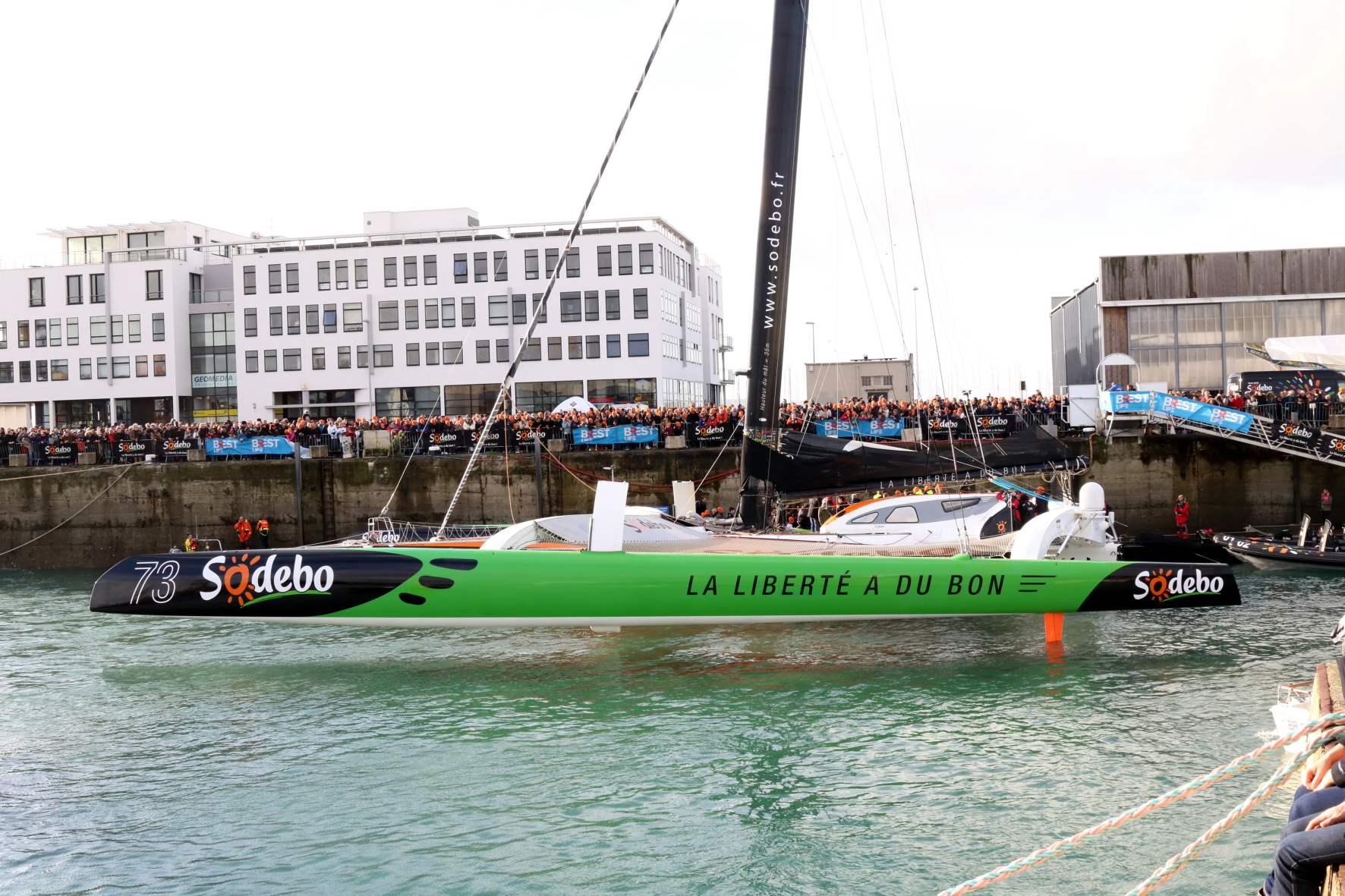
Thomas Coville est accueilli par des milliers de Brestois au quai Malbert le 26 décembre 2016 après son record autour du monde en solitaire sur multicoque en 49 jours, 3 heures et 7 minutes.

En novembre 2020, environ 200 marins ont tenté leur chance en monocoque et moins de 100 ont réussi à boucler le parcours (soit une chance sur deux de réussir ce genre de tentative), principalement dans le cadre du Vendée Globe.
En 2024, onze marins sont parvenus à boucler un tour du monde en multicoque en solitaire. À titre de comparaison, douze astronautes ont marché sur la Lune. Dans ce cercle déjà très restreint de marins, seuls quatre d'entre eux l'ont fait sans escale et sans assistance :
- Francis Joyon (72 jours en 2004 puis 57 en 2008)
- Ellen MacArthur (71 jours en 2005)
- Thomas Coville (59 jours en 2008, 61 en 2011, 49 en 2016 et 53 en 2024)
- François Gabart (42 jours en 2017)

Alain Colas (169 jours en 1974), Philippe Monnet (129 jours en 1986) et Olivier de Kersauson (125 jours en 1989) avaient déjà bouclé un tour du monde en multicoque en solitaire, mais toujours en effectuant des escales.
Charles Caudrelier est le premier marin à réaliser un tour du monde en multicoque en solitaire en course en 50 jours lors de l'Arkéa Ultim Challenge 2024, course ou les escales sont autorisées. À l'occasion de cette course, trois nouveaux marins ajoutent leur nom à cette courte liste : Armel Le Cléac'h (en 56 jours), Anthony Marchand (en 64 jours) et Éric Péron (en 66 jours).

#### Avènement des foils
Ceux qui chassent les records chevauchent des multicoques de plus en plus grands : 23 m pour Francis Joyon en 2004 et pour Ellen Mac Arthur en 2005, 27 m pour Francis Joyon en 2008, 27 m entre 2007 et 2014 puis 31 m depuis 2014 pour Thomas Coville. C'est Franck Cammas qui a franchi en premier le cap du multicoque de plus de 30 mètres manœuvré en solitaire et en course, en adaptant Groupama 3 (31,50 m de long) pour gagner la Route du Rhum 2010 dans une nouvelle classe « Ultime » (multicoques de 18,28 m et plus). Armel Le Cléac'h, puis Loïc Peyron ont aussi navigué sur ce bateau renommé Maxi Solo Banque Populaire VII entre janvier 2013 et février 2015, ce bateau gagnera de nouveau la Route du Rhum 2014 avec Loïc Peyron à la barre.
Thomas Coville fait le pari en 2013 d'adapter l'ex Géronimo d'Olivier de Kersauzon, en le raccourcissant à 31 m. Il bat en 2016 le record de distance parcourue en 24 h : 714 milles à une moyenne de 29,75 nœuds. Thomas Coville devient le premier marin à passer la barre des 700 milles parcourus sur cette durée. Il bat la même année le record du tour du monde à la voile en solitaire de Francis Joyon, en 49 jours, 3 heures et 7 minutes, réalisant au passage le 5e meilleur chrono autour de la planète toutes catégories confondues, pas loin des meilleurs temps en équipage de l'époque.
En 2016, François Gabart sur l'Ultime à foils Macif bat le record de Thomas Coville et devient le skipper le plus rapide en solitaire avec 784 milles parcourus en 24 h. En 2017 il bat son propre record de distance parcourue en 24 h lors de son du record du tour du monde à la voile avec 851 milles. Il devient ainsi le premier marin à passer la barre des 800 milles parcourus en solitaire sur 24 heures. S'il ne bat pas le temps établi par Francis Joyon et son équipage, à la faveur d'une distance supérieure parcourue sur l'eau, il surpasse la vitesse moyenne de tous les équipages qui ont bouclé ce parcours à 27,2 nœuds de moyenne.
A son arrivée en 2017, François Gabart concède que son record dépasse ses espoirs initiaux, mais estime qu'il devrait être battu rapidement. Avec son trimaran Macif, il déclare qu'il a « volé » avec ses foils sur seulement « une petite partie du tour du monde ». Il en conclut que ce record de 42 jours, pour extraordinaire qu'il ait pu paraître seulement un an auparavant (le record de Thomas Coville était de 49 jours), sera probablement battu, et même largement battu après avoir défriché, fiabilisé et mis au point le vol sur foils. À son arrivée de l'Arkéa Ultim Challenge en 2024, Charles Caudrelier propose une autre analyse : les bateaux vont beaucoup plus vite, mais les opportunités d'enchaînements météo favorables comme ceux que Francois Gabard a connus en 2017 sont rares. Le réchauffement climatique provoque inéluctablement une multiplication des glaces dérivantes, la zone d'exclusion Antarctique deviendra de plus en plus étendue, rallongeant le parcours, et limitant les options de routage. Déjà en 2024, il s'en est fallu de peu pour que le passage au Cap Horn soit rendu trop dangereux par les glaces dérivantes.

#### Création de la classe Ultim 32/23

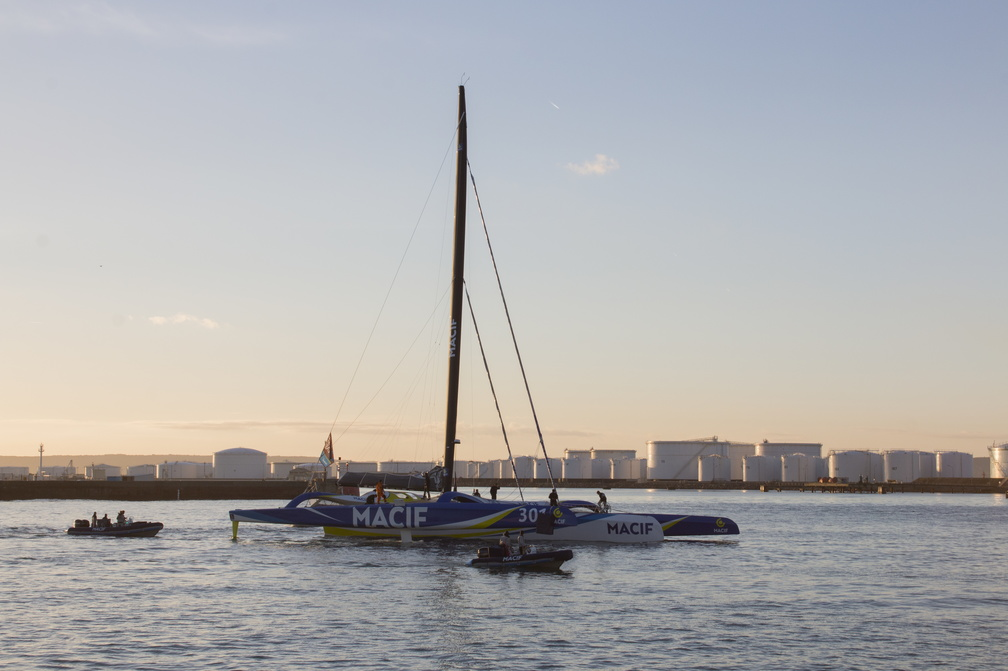
Macif quitte le port du Havre pour prendre le départ de la Transat Jacques Vabre 2015.

Vue arrière du Banque Populaire IX au ponton Route du Rhum 2018.

En juin 2015, un Collectif Ultim formé autour des équipes Team Banque populaire, Macif et Sodebo, décide que la longueur hors-tout devra être comprise entre 23 mètres (minimum) et 32 mètres (maximum), ce qui exclut les MOD 70 et le Maxi Spindrift 2, proche des 40 mètres.
Le développement de cette classe Ultime de multicoques de 100 pieds menés en solitaire laisse émerger un projet de record de tour du monde héritier du Trophée Jules-Verne.
Trois bateaux naviguaient déjà fin 2016 : l'ancien Géronimo, devenu Sodebo Ultim' de Thomas Coville détenteur du record du tour du monde entre décembre 2016 et décembre 2017, Macif de François Gabart auréolé de son record de distance en 24 h et du record du tour du monde depuis décembre 2017, et l'ancien Sodebo de Thomas Coville, rénové et rebaptisé Actual Ultim d'Yves Le Blevec. Deux nouveaux bateaux ont été mis à l'eau en 2017 : Banque Populaire IX pour Armel Le Cléac'h lancé le 30 octobre, ainsi que Gitana 17 trimaran foiler de 32 m, mis à l'eau en juillet par Gitana Team.
À l'arrivée de son record autour du monde, fin 2016, Thomas Coville a déclaré souhaiter créer un projet de course inspirée du Vendée Globe pour les trimarans Ultimes à l'horizon 2019. Le projet prend forme avec Brest Ultim Sailing, chargé d'organiser Brest océans, le premier Tour du Monde, en course, en solitaire et en multicoques. La jauge classe Ultim 32/23 est créée (longueur maximale 32 mètres / largeur maximale 23 mètres), entérinée par la Fédération française de voile le 29 janvier 2018. Jacques Caraës a été choisi tout à la fois pour son expertise éprouvée en tant que directeur de course, son expérience nautique, notamment dans les mers australes, et la confiance qu’il inspire chez les marins.
La flotte des Ultimes 32/23 compte six concurrents en 2017, ils se présentent tous sur la ligne de départ de la Route du Rhum 2018. Les conditions météo difficiles des premiers jours éprouvent cruellement une flotte en cours de mise au point et de fiabilisation : les Ultimes de dernière génération (Banque Populaire IX et Edmond de Rothschild sont issus du même moule), sont peut-être trop « extrêmes » pour la navigation en solitaire, trop optimisés pour le vol et pas assez polyvalents pour affronter les grosses mers où il n'est plus question de voler. Le bilan est lourd avec un chavirage pour Armel Le Cléac'h sur Banque populaire IX, ainsi que des avaries plus ou moins graves sur les ultimes de Sébastien Josse (abandon), Thomas Coville et François Gabart. Idec Sport, adapté et préparé au solo, amélioré et fiabilisé pendant 12 ans, encore remarquablement performant, avec à la barre Francis Joyon riche d'une longue expérience, coiffe François Gabart au finish avec 7 petites minutes d'avance.
Les incidents durant la Route du Rhum 2018 contraignent Brest Ultim Sailing à interroger toutes les parties prenantes sur la date du départ de Brest Oceans, initialement prévue au départ de Brest, le 29 décembre 2019. Pour éviter une concurrence avec les autres courses engageant potentiellement les ultimes, et permettre la réparation/construction/mise au point des Ultimes 32/23, les différents acteurs envisagent alors un départ pour la fin 2021.

### Records du tour du monde en multicoque en solitaire
| Année | Temps                   | Vitesse moyenne (nœuds) | Skipper              | Pays        | Bateau              | Longueur en pieds | Escales |
| ----- | ----------------------- | ----------------------- | -------------------- | ----------- | ------------------- | ----------------- | ------- |
| 2017  | 042 j 16 h 40 min 35 s, | 27,2                    | François Gabart      | France      | Macif               | 100 pieds         | Sans    |
| 2016  | 049 j 03 h 04 min 28 s, | 24,08                   | Thomas Coville       | France      | Sodebo Ultim'       | 110 pieds         | Sans    |
| 2008  | 057 j 13 h 34 min 06 s  | 20,56                   | Francis Joyon        | France      | Idec                | 95 pieds          | Sans    |
| 2005  | 071 j 14 h 18 min 33 s  | 16,53                   | Ellen MacArthur      | Royaume-Uni | B&Q/Castorama       | 75 pieds          | Sans    |
| 2004  | 072 j 22 h 54 min 22 s  | 16,22                   | Francis Joyon        | France      | Idec                | 75 pieds          | Sans    |
| 1989  | 125 j 19 h 32 min 33 s  | 09,46                   | Olivier de Kersauson | France      | Un autre regard     | 75 pieds          | Deux    |
| 1986  | 129 j 19 h 17 min       | 09,10                   | Philippe Monnet      | France      | Kriter Brut de Brut | 70 pieds          | Deux    |
| 1973  | 169 j                   | 07 0                    | Alain Colas          | France      | Manureva            | 69 pieds          | Une     |

### Records du tour du monde en monocoque en solitaire
| Année      | Temps             | Vitesse moyenne (nœuds) | Skipper            | Pays        | Bateau                  | Contexte                           |
| ---------- | ----------------- | ----------------------- | ------------------ | ----------- | ----------------------- | ---------------------------------- |
| 2025 (jan) | 064 j 19 h 22 min | 17,79                   | Charlie Dalin      | France      | Macif santé prévoyance  | Vendée Globe 2024-2025             |
| 2017 (jan) | 074 j 03 h 35 min | 15,43                   | Armel Le Cléac'h   | France      | Banque Populaire VIII   | Vendée Globe 2016-2017             |
| 2013 (jan) | 078 j 02 h 16 min | 15,15                   | François Gabart    | France      | Macif                   | Vendée Globe 2012-2013             |
| 2009 (jan) | 084 j 03 h 09 min | 14,06                   | Michel Desjoyeaux  | France      | Foncia                  | Vendée Globe 2008-2009             |
| 2005 (fév) | 087 j 10 h 45 min | 13,53                   | Vincent Riou       | France      | PRB                     | Vendée Globe 2004-2005             |
| 2001 (fév) | 093 j 03 h 57 min | 12,70                   | Michel Desjoyeaux  | France      | PRB                     | Vendée Globe 2000-2001             |
| 1997 (fév) | 105 j 20 h 31 min | 11,18                   | Christophe Auguin  | France      | Geodis                  | Vendée Globe 1996-1997             |
| 1990 (mar) | 109 j 08 h 47 min | 10,82                   | Titouan Lamazou    | France      | Écureuil d'Aquitaine II | Vendée Globe 1989-1990             |
| 1967 (mai) | 226 j             | 05,23                   | Francis Chichester | Royaume-Uni | Gipsy Moth IV           | Une escale à Sydney                |
| 1943 (nov) | 272 j             | 04,35                   | Vito Dumas         | Argentine   | Legh II                 | Tour de l'hémisphère Sud 3 escales |

Le Vendée Globe est une course sans escale ni assistance.

## Records intermédiaires
Le WSSRC a défini cinq records intermédiaires officiels qui peuvent être battus lors d'une tentative de record du tour du monde :
- équateur-équateur ;
- océan Indien Sud : entre le cap des aiguilles et le cap Sud-Est de la Tasmanie (146° 49'E) ;
- océan Pacifique Sud : entre le cap Sud-Est de la Tasmanie (146° 49'E) et le cap Horn ;
- océan Atlantique Sud : entre le cap Horn et le cap des aiguilles (tronçon hors de la route du trophée Jules Verne) ;
- océan Atlantique Nord : entre Ouessant et l'équateur, uniquement pour les tentatives partant d'Ouessant.

### Récapitulatif des records intermédiaires
| Parcours                        | Date | Temps           | Skipper            | Équipage     | Bateau                    |
| ------------------------------- | ---- | --------------- | ------------------ | ------------ | ------------------------- |
| Ouessant-Équateur               | 2019 | 4 j 19 h 57 min | Yann Guichard      | 14 personnes | Maxi Spindrift 2          |
| Équateur-Cap de Bonne-Espérance | 2024 | 5 j 17 h 21 min | Charles Caudrelier | Solitaire    | Maxi Edmond de Rothschild |
| Océan Indien (WSSRC)            | 2016 | 5 j 21 h 09 min | Francis Joyon      | 6 personnes  | Idec Sport                |
| Océan Pacifique (WSSRC)         | 2017 | 7 j 15 h 15 min | François Gabart    | Solitaire    | Macif                     |
| Cap Horn-Équateur               | 2017 | 6 j 22 h 15 min | François Gabart    | Solitaire    | Macif                     |
| Équateur-Ouessant               | 2017 | 5 j 19 h 21 min | Francis Joyon      | 6 personnes  | Idec Sport                |

Les meilleurs temps de passages sont partagés entre 4 bateaux :
- Maxi Banque Populaire V, conçu en 2006, mis à l’eau en 2008 devenu Maxi Spindrift 2 en 2013
- Groupama 3, conçu en 2004, mis à l’eau en 2006 devenu Idec Sport en 2015
- Macif, conçu en 2013, mis à l’eau en 2015 et mené depuis essentiellement en solitaire par François Gabart
- Maxi Edmond de Rothschild, lancé en 2017

Records en solitaire
- Thomas Coville sur Sodebo Ultim' bat en 2016 tous les chronos de référence établis en solitaire par Francis Joyon en 2008. Il bat en solitaire tous les temps réalisés en équipages sur les tronçons :
  - Cap de Bonne-Espérance-Cap Horn en 17 j 06 h 46 min
  - Cap Leeuwin-Cap Horn en 10 j 08 h et 21 min
- François Gabart sur Macif, efface la quasi-totalité des records établis par Thomas Coville un an plus tôt, bat en solitaire tous les temps réalisés en équipages sur les tronçons :
  - Équateur-Cap de Bonne-Espérance en 5 j 23 h 25 min
  - Équateur-Cap des Aiguilles en 6 j 01 h 35 min
  - Ouessant-Cap de Bonne-Espérance en 11 j 20 h 10 min
  - Ouessant-Cap des Aiguilles en 11 j 22 h 20 min
  - Océan Pacifique en 7 j 15 h 20 min[49] (record officiel WSSRC)[50]
  - Cap Horn-Équateur retour en 6 j 22 h 15 min
  - Cap Horn-Ouessant en 13 j 13 h 25 min

À l'occasion de cette tentative, il établit aussi un nouveau record de distance parcourue en 24h en solitaire avec 851 milles, il dépasse plusieurs fois la barre des 800 milles journaliers, notamment lors de ses records sur la descente de l'atlantique sud et sur l'océan Pacifique. La plus haute vitesse du bateau a été enregistrée à 47 nœuds. Il établit également un record toutes catégories de moyenne de vitesse réelle sur l'eau de 27,2 nœuds sur un parcours de 27 859,7 milles, battant le record en équipage de Francis Joyon de 26,86 nœuds sur 26 412 milles parcourus.

### Équateur-Cap de Bonne-Espérance (hors WSSRC)
Depuis l'océan Atlantique, à la latitude de l'équateur jusqu'à la longitude du Cap de Bonne-Espérance 18° 28′ 33″ est.
La vitesse moyenne sur ce tronçon est calculée sur la base d'un parcours théorique d'environ 3630 milles.
| Date             | Temps            | Vitesse (nœuds) | Skipper            | Pays        | Bateau                  | Classe     | Équipage  |
| ---------------- | ---------------- | --------------- | ------------------ | ----------- | ----------------------- | ---------- | --------- |
| 4 décembre 2011  | 06 j 06 h 53 min | 24,1            | Loïck Peyron       | France      | Maxi Banque Populaire V | Multicoque | Équipage  |
| 6 février 2008   | 07 j 02 h 23 min | 21,3            | Franck Cammas      | France      | Groupama 3              | Multicoque | Équipage  |
| 7 février 2005   | 07 j 05 h 23 min | 20,9            | Bruno Peyron       | France      | Orange II               | Multicoque | Équipage  |
|                  |                  |                 |                    |             |                         |            |           |
| 20 janvier 2024  | 05 j 17 h 20 min | 26,4            | Charles Caudrelier | France      | Gitana17                | Multicoque | Solitaire |
| 16 novembre 2017 | 05 j 23 h 25 min | 25,3            | François Gabart    | France      | Macif                   | Multicoque | Solitaire |
| 20 novembre 2016 | 08 j 11 h 29 min | 17,8            | Thomas Coville     | France      | Sodebo Ultim'           | Multicoque | Solitaire |
| 18 décembre 2007 | 08 j 14 h 18 min | 17,6            | Francis Joyon      | France      | Idec                    | Multicoque | Solitaire |
| 6 décembre 2004  | 10 j 00 h 00 min | 15,1            | Ellen MacArthur    | Royaume-Uni | B&Q/Castorama           | Multicoque | Solitaire |
|                  |                  |                 |                    |             |                         |            |           |
| 29 novembre 2024 | 07 j 18 h 39 min | 19,5            | Charlie Dalin      | France      | Macif santé prévoyance  | Monocoque  | Solitaire |
| 25 novembre 2016 | 08 j 15 h 55 min | 17,5            | Alex Thomson       | Royaume-Uni | Hugo Boss               | Monocoque  | Solitaire |
| 27 novembre 2004 | 10 j 11 h 29 min | 14,4            | Jean Le Cam        | France      | SynerCiel               | Monocoque  | Solitaire |

### Équateur-Cap Horn (hors WSSRC)
Depuis l'océan Atlantique :
- équateur ;
- cap des Aiguilles (Afrique du Sud) ;
- tour de l'Antarctique ;
- cap Horn.

| Date             | Temps            | Skipper          | Pays        | Bateau                  | Classe     | Équipage  |
| ---------------- | ---------------- | ---------------- | ----------- | ----------------------- | ---------- | --------- |
| 12 janvier 2017  | 20 j 20 h 46 min | Francis Joyon    | France      | Idec Sport              | Multicoque | Équipage  |
| 22 décembre 2015 | 25 j 06 h 38 min | Yann Guichard    | France      | Maxi Spindrift 2        | Multicoque | Équipage  |
| 23 décembre 2011 | 25 j 07 h 23 min | Loïck Peyron     | France      | Maxi Banque Populaire V | Multicoque | Équipage  |
| 6 mars 2005      | 25 j 10 h 33 min | Bruno Peyron     | France      | Orange II               | Multicoque | Équipage  |
| 4 mars 2010      | 26 j 09 h 27 min | Franck Cammas    | France      | Groupama 3              | Multicoque | Équipage  |
|                  |                  |                  |             |                         |            |           |
| 5 décembre 2017  | 23 j 06 h 30 min | François Gabart  | France      | Macif                   | Multicoque | Solitaire |
| 8 décembre 2016  | 25 j 18 h 15 min | Thomas Coville   | France      | Sodebo Ultim'           | Multicoque | Solitaire |
| 10 janvier 2008  | 28 j 19 h 38 min | Francis Joyon    | France      | Idec                    | Multicoque | Solitaire |
| 18 décembre 2004 | 36 j 05 h 16 min | Ellen MacArthur  | Royaume-Uni | B&Q/Castorama           | Multicoque | Solitaire |
|                  |                  |                  |             |                         |            |           |
| 24 décembre 2024 | 32 j 00 h 13 min | Yoann Richomme   | France      | Paprec Arkéa            | Monocoque  | Solitaire |
| 23 décembre 2016 | 37 j 14 h 36 min | Armel Le Cléac'h | France      | Banque populaire VIII   | Monocoque  | Solitaire |
| 4 janvier 2013   | 41 j 05 h 19 min | François Gabart  | France      | Macif                   | Monocoque  | Solitaire |

### Équateur-Équateur (WSSRC)
Depuis l'océan Atlantique :
- équateur ;
- cap des Aiguilles (Afrique du Sud) ;
- tour de l'Antarctique ;
- cap Horn ;
- équateur.

| Date             | Temps                 | Skipper          | Pays        | Bateau                  | Classe     | Équipage  |
| ---------------- | --------------------- | ---------------- | ----------- | ----------------------- | ---------- | --------- |
| 20 janvier 2017  | 29 j 09 h 10 min 55 s | Francis Joyon    | France      | Idec Sport              | Multicoque | Équipage  |
| 30 décembre 2011 | 32 j 11 h 51 min      | Loïck Peyron     | France      | Maxi Banque Populaire V | Multicoque | Équipage  |
| 6 mars 2005      | 33 j 16 h 06 min      | Bruno Peyron     | France      | Orange II               | Multicoque | Équipage  |
|                  |                       |                  |             |                         |            |           |
| 10 décembre 2017 | 30 j 04 h 50 min      | François Gabart  | France      | Macif                   | Multicoque | Solitaire |
| 18 décembre 2016 | 35 j 21 h 38 min 49 s | Thomas Coville   | France      | Sodebo Ultim'           | Multicoque | Solitaire |
| 10 janvier 2008  | 41 j 09 h 14 min      | Francis Joyon    | France      | Idec                    | Multicoque | Solitaire |
| 22 janvier 2005  | 52 j 18 h 40 min      | Ellen MacArthur  | Royaume-Uni | B&Q/Castorama           | Multicoque | Solitaire |
|                  |                       |                  |             |                         |            |           |
| 7 janvier 2017   | 52 j 02 h 25 min      | Armel Le Cléac'h | France      | Banque populaire        | Monocoque  | Solitaire |
| 17 janvier 2013  | 55 j 01 h 19 min      | François Gabart  | France      | Macif                   | Monocoque  | Solitaire |

### Océan Indien (WSSRC)
- Limite ouest : cap des Aiguilles (Afrique du Sud), en coupant le méridien 20° E
- Limite est : cap du Sud-Est (Tasmanie), en coupant le méridien 146° 49′ E

| Date             | Temps                  | Skipper            | Pays        | Bateau                  | Classe     | Équipage  |
| ---------------- | ---------------------- | ------------------ | ----------- | ----------------------- | ---------- | --------- |
| 4 janvier 2017   | 05 j 21 h 07 min 45 s  | Francis Joyon      | France      | Idec Sport              | Multicoque | Équipage  |
| 12 décembre 2015 | 07 j 00 h 00 min       | Francis Joyon      | France      | Idec Sport              | Multicoque | Équipage  |
| 12 décembre 2015 | 08 j 04 h 45 min       | Yann Guichard      | France      | Maxi Spindrift 2        | Multicoque | Équipage  |
| 12 décembre 2011 | 08 j 07 h 23 min       | Loïck Peyron       | France      | Maxi Banque Populaire V | Multicoque | Équipage  |
| 25 février 2010  | 08 j 17 h 39 min,      | Franck Cammas      | France      | Groupama 3              | Multicoque | Équipage  |
| 17 février 2005  | 09 j 11 h 04 min       | Bruno Peyron       | France      | Orange II               | Multicoque | Équipage  |
|                  |                        |                    |             |                         |            |           |
| 28 janvier 2024  | 08 j 08 h 20 min       | Charles Caudrelier | France      | Edmond de Rothschild    | Multicoque | Solitaire |
| 29 novembre 2016 | 08 j 12 h 17 min 47 s, | Thomas Coville     | France      | Sodebo Ultim'           | Multicoque | Solitaire |
| 18 décembre 2007 | 09 j 12 h 03 min       | Francis Joyon      | France      | Idec                    | Multicoque | Solitaire |
| 22 janvier 2005  | 14 j 01 h 37 min       | Ellen MacArthur    | Royaume-Uni | B&Q/Castorama           | Multicoque | Solitaire |
|                  |                        |                    |             |                         |            |           |
| 29 novembre 2024 | 12 j 23 h 14 min       | Charlie Dalin      | France      | Macif santé prévoyance  | Monocoque  | Solitaire |
| 8 décembre 2016  | 13 j 17 h 29 min       | Armel Le Cléac'h   | France      | Banque populaire VIII   | Monocoque  | Solitaire |
| 18 décembre 2012 | 14 j 10 h 20 min       | François Gabart    | France      | Macif                   | Monocoque  | Solitaire |

### Océan Indien (hors WSSRC)
- Limite ouest : cap des Aiguilles (Afrique du Sud), en coupant le méridien 20° E
- Limite est : cap Leeuwin (Australie), en coupant le méridien 115° 08′ 11″ E

| Date             | Temps            | Skipper              | Pays        | Bateau                  | Classe     | Équipage  |
| ---------------- | ---------------- | -------------------- | ----------- | ----------------------- | ---------- | --------- |
| 2 janvier 2017   | 04 j 09 h 37 min | Francis Joyon        | France      | Idec Sport              | Multicoque | Équipage  |
| 11 décembre 2015 | 05 j 11 h 23 min | Francis Joyon        | France      | Idec Sport              | Multicoque | Équipage  |
| 12 décembre 2011 | 06 j 00 h 07 min | Loïck Peyron         | France      | Maxi Banque Populaire V | Multicoque | Équipage  |
| 25 février 2010  | 06 j 22 h 34 min | Franck Cammas        | France      | Groupama 3              | Multicoque | Équipage  |
| 17 février 2005  | 07 j 05 h 35 min | Bruno Peyron         | France      | Orange II               | Multicoque | Équipage  |
| 8 janvier 2004   | 09 j 14 h 22 min | Olivier de Kersauson | France      | Géronimo                | Multicoque | Équipage  |
|                  |                  |                      |             |                         |            |           |
| 28 janvier 2024  | 05 j 23 h 24 min | Charles Caudrelier   | France      | Edmond de Rothschild    | Multicoque | Solitaire |
| 27 novembre 2016 | 06 j 22 h 26 min | Thomas Coville       | France      | Sodebo Ultim'           | Multicoque | Solitaire |
| 17 décembre 2007 | 07 j 05 h 45 min | Francis Joyon        | France      | Idec                    | Multicoque | Solitaire |
| 22 janvier 2005  | 10 j 20 h 05 min | Ellen MacArthur      | Royaume-Uni | B&Q/Castorama           | Multicoque | Solitaire |
|                  |                  |                      |             |                         |            |           |
| 10 décembre 2024 | 08 j 23 h 54 min | Charlie Dalin        | France      | Macif santé prévoyance  | Monocoque  | Solitaire |
| 5 décembre 2016  | 09 j 18 h 09 min | Armel Le Cléac'h     | France      | Banque populaire VIII   | Monocoque  | Solitaire |
| 15 décembre 2012 | 11 j 06 h 40 min | François Gabart      | France      | Macif                   | Monocoque  | Solitaire |

### Océan Pacifique (WSSRC)
- Limite ouest : cap du Sud-Est (Tasmanie), en coupant le méridien 146° 49′ E
- Limite est : cap Horn, en coupant le méridien 67° 16′ W

| Date             | Temps                 | Skipper          | Pays        | Bateau                | Classe     | Équipage  |
| ---------------- | --------------------- | ---------------- | ----------- | --------------------- | ---------- | --------- |
| 12 janvier 2017  | 07 j 21 h 13 min 31 s | Francis Joyon    | France      | Idec Sport            | Multicoque | Équipage  |
| 25 février 2005  | 08 j 18 h 08 min      | Bruno Peyron     | France      | Orange II             | Multicoque | Équipage  |
|                  |                       |                  |             |                       |            |           |
| 3 décembre 2017  | 07 j 15 h 20 min,     | François Gabart  | France      | Macif                 | Multicoque | Solitaire |
| 8 décembre 2016  | 08 j 18 h 28 min 45 s | Thomas Coville   | France      | Sodebo Ultim'         | Multicoque | Solitaire |
| 29 décembre 2007 | 10 j 14 h 30 min      | Francis Joyon    | France      | Idec                  | Multicoque | Solitaire |
| 29 décembre 2004 | 12 j 13 h 39 min      | Ellen MacArthur  | Royaume-Uni | B&Q/Castorama         | Multicoque | Solitaire |
|                  |                       |                  |             |                       | [ 57 ]     |           |
| 24 décembre 2024 | 10 j 05 h 25 min      | Yoann Richomme   | France      | Paprec Arkéa          | Monocoque  | Solitaire |
| 23 décembre 2016 | 15 j 00 h 19 min      | Armel Le Cléac'h | France      | Banque populaire VIII | Monocoque  | Solitaire |
| 1er janvier 2013 | 14 j 11 h 56 min      | François Gabart  | France      | Macif                 | Monocoque  | Solitaire |

### Océan Atlantique Sud (WSSRC)
- Limite ouest : cap Horn, en coupant le méridien 67° 16′ W
- Limite est : cap des Aiguilles (Afrique du Sud), en coupant le méridien 20° E

| Date         | Temps                 | Skipper        | Pays        | Bateau   | Classe     | Équipage |
| ------------ | --------------------- | -------------- | ----------- | -------- | ---------- | -------- |
| 17 mars 2005 | 11 j 10 h 22 min 13 s | Tony Bullimore | Royaume-Uni | Daedalus | Multicoque | Équipage |

### Cap Horn-Équateur2 (hors WSSRC)
Depuis le cap Horn, en coupant le méridien 67° 16′ W, jusqu'à l'équateur
| Date             | Temps            | Skipper          | Pays        | Bateau                  | Classe     | Équipage  |
| ---------------- | ---------------- | ---------------- | ----------- | ----------------------- | ---------- | --------- |
| 30 décembre 2011 | 07 j 04 h 27 min | Loïck Peyron     | France      | Maxi Banque Populaire V | Multicoque | Équipage  |
| 26 février 2005  | 08 j 05 h 36 min | Bruno Peyron     | France      | Orange II               | Multicoque | Équipage  |
| 2002             | 11 j 01 h 57 min | Bruno Peyron     | France      | Orange                  | Multicoque | Équipage  |
|                  |                  |                  |             |                         |            |           |
| 10 décembre 2017 | 06 j 22 h 15 min | François Gabart  | France      | Macif                   | Multicoque | Solitaire |
| 18 décembre 2016 | 10 j 03 h 23 min | Thomas Coville   | France      | Sodebo Ultim'           | Multicoque | Solitaire |
| 10 janvier 2008  | 12 j 13 h 42 min | Francis Joyon    | France      | Idec                    | Multicoque | Solitaire |
| 22 janvier 2005  | 15 j 13 h 24 min | Ellen MacArthur  | Royaume-Uni | B&Q/Castorama           | Multicoque | Solitaire |
|                  |                  |                  |             |                         |            |           |
| 12 janvier 2017  | 13 j 03 h 59 min | Jean-Pierre Dick | France      | StMichel-Virbac         | Monocoque  | Solitaire |
| 15 janvier 2013  | 13 j 19 h 11 min | François Gabart  | France      | Macif                   | Monocoque  | Solitaire |

### Équateur2-Ouessant (hors WSSRC)
Depuis l'équateur (2e passage) jusqu'à la ligne d'arrivée du trophée Jules-Verne.
| Date             | Temps            | Skipper         | Pays        | Bateau        | Classe     | Équipage  |
| ---------------- | ---------------- | --------------- | ----------- | ------------- | ---------- | --------- |
| 26 janvier 2017  | 05 j 19 h 21 min | Francis Joyon   | France      | Idec Sport    | Multicoque | Équipage  |
| 20 mars 2010     | 06 j 10 h 44 min | Franck Cammas   | France      | Groupama 3    | Multicoque | Équipage  |
| 8 mars 2005      | 09 j 21 h 15 min | Bruno Peyron    | France      | Orange II     | Multicoque | Équipage  |
| 2002             | 11 j 03 h 48 min | Bruno Peyron    | France      | Orange        | Multicoque | Équipage  |
|                  |                  |                 |             |               |            |           |
| 17 décembre 2017 | 06 j 15 h 10 min | François Gabart | France      | Macif         | Multicoque | Solitaire |
| 25 décembre 2016 | 07 j 12 h 14 min | Thomas Coville  | France      | Sodebo Ultim' | Multicoque | Solitaire |
| 19 janvier 2008  | 09 j 11 h 16 min | Francis Joyon   | France      | Idec          | Multicoque | Solitaire |
| 22 janvier 2005  | 11 j 01 h 18 min | Ellen MacArthur | Royaume-Uni | B&Q/Castorama | Multicoque | Solitaire |
|                  |                  |                 |             |               |            |           |
| 20 janvier 2017  | 12 j 14 h 26 min | Alex Thomson    | Royaume-Uni | Hugo Boss     | Monocoque  | Solitaire |
| 27 janvier 2013  | 12 j 01 h 37 min | François Gabart | France      | Macif         | Monocoque  | Solitaire |

### Cap Horn-Ouessant (hors WSSRC)
Depuis le cap Horn, en coupant le méridien 67° 16′ W, jusqu'à la ligne d'arrivée du trophée Jules-Verne.
| Date             | Temps            | Skipper         | Pays        | Bateau                  | Classe     | Équipage  |
| ---------------- | ---------------- | --------------- | ----------- | ----------------------- | ---------- | --------- |
| 26 janvier 2017  | 14 j 07 h 45 min | Francis Joyon   | France      | Idec Sport              | Multicoque | Équipage  |
| 6 janvier 2012   | 14 j 15 h 25 min | Loïck Peyron    | France      | Maxi Banque Populaire V | Multicoque | Équipage  |
| 20 mars 2010     | 16 j 03 h 19 min | Franck Cammas   | France      | Groupama 3              | Multicoque | Équipage  |
| 8 mars 2005      | 18 j 02 h 39 min | Bruno Peyron    | France      | Orange II               | Multicoque | Équipage  |
| 2002             | 22 j 05 h 45 min | Bruno Peyron    | France      | Orange                  | Multicoque | Équipage  |
|                  |                  |                 |             |                         |            |           |
| 17 décembre 2017 | 13 j 13 h 25 min | François Gabart | France      | Macif                   | Multicoque | Solitaire |
| 25 décembre 2016 | 17 j 15 h 37 min | Thomas Coville  | France      | Sodebo Ultim'           | Multicoque | Solitaire |
| 19 janvier 2008  | 22 j 00 h 58 min | Francis Joyon   | France      | Idec                    | Multicoque | Solitaire |
| 22 janvier 2005  | 26 j 14 h 42 min | Ellen MacArthur | Royaume-Uni | B&Q/Castorama           | Multicoque | Solitaire |
|                  |                  |                 |             |                         |            |           |
| 20 janvier 2017  | 25 j 19 h 56 min | Alex Thomson    | Royaume-Uni | Hugo Boss               | Monocoque  | Solitaire |
| 27 janvier 2013  | 25 j 20 h 37 min | François Gabart | France      | Macif                   | Monocoque  | Solitaire |

### Meilleures progressions journalières
Meilleures progressions journalières réalisés lors d'une tentative de record du Trophée Jules-Verne ou d'une tentative de record du tour du monde en solitaire (Gabart 2017).
| Année           | Distance (milles) | Vitesse (nœuds) | Skipper              | Bateau             | Type de bateau | Équipages    |
| --------------- | ----------------- | --------------- | -------------------- | ------------------ | -------------- | ------------ |
| 2016 (décembre) | 894               | 37,3            | Francis Joyon        | Idec Sport         | Trimaran       | 06 personnes |
| 2020 (décembre) | 889,9             | 37,1            | Thomas Coville       | Sodebo Ultim 3     | Trimaran       | 08 personnes |
| 2017 (novembre) | 851               | 35,5            | François Gabart      | Macif              | Trimaran       | Solitaire    |
| 2011 (décembre) | 811               | 33,79           | Loïck Peyron         | Banque Populaire V | Trimaran       | 14 personnes |
| 2010 (février)  | 798               | 33,25           | Franck Cammas        | Groupama 3         | Trimaran       | 10 personnes |
| 2005 (mars)     | 689               | 28,72           | Bruno Peyron         | Orange II          | Catamaran      | 14 personnes |
| 2004 (mars)     | 608               | 25,33           | Olivier de Kersauson | Geronimo           | Trimaran       | 07 personnes |
| 1993 (avril)    | 507               | 21,13           | Bruno Peyron         | Commodore Explorer | Catamaran      | 05 personnes |

Lors de son record du trophée Jules-Verne en 2009-2010, le trimaran Groupama 3 aux mains de Franck Cammas a parcouru 798 milles en 24 h le 13 février 2010 à 17 h TU, affichant 17 jours à plus de 600 milles, dont 10 jours à plus de 700 milles.
Lors de son record du trophée Jules-Verne en 2011-2012, le Maxi Banque Populaire V aux mains de Loïck Peyron a parcouru 811,70 milles en 24 h le 3 décembre 2011 à 11h45 TU, affichant 28 jours à plus de 600 milles, dont 9 jours à plus de 700 milles et 1 jour à plus de 800 milles.
Lors de son record en solitaire autour du monde en 2017, le trimaran Macif aux mains de François Gabart a parcouru 851 milles en 24 h le 14 novembre 2017, après avoir battu son record de vitesse instantanée avec 46 nœuds dans la descente de l'atlantique nord.

## Meilleurs temps de passage intermédiaires
Plusieurs temps de passage, avec l’évolution chronologique des performances.
Ajoutés à titre de références, les records en monocoque en solitaire ont été réalisés lors du Vendée Globe. L’écart de distance résultant (une vingtaine de milles supplémentaires au départ des Sables-d’Olonne) est négligeable.

### Ouessant-Équateur (WSSRC)
Depuis la ligne de départ du trophée Jules-Verne (Ouessant) jusqu'à la latitude de l'équateur.
La vitesse moyenne sur ce tronçon est calculée sur la base d'un parcours théorique égal exactement à 3000 milles.
| Date             | Temps             | Vitesse (nœuds) | Skipper         | Pays        | Bateau             | Classe | Équipage  |
| ---------------- | ----------------- | --------------- | --------------- | ----------- | ------------------ | ------ | --------- |
| 21 janvier 2019  | 04 j 20 h 07 min, | 25,84           | Yann Guichard   | France      | Maxi Spindrift 2   | multi  | Équipage  |
| 27 novembre 2015 | 04 j 21 h 43 min  | 25,48           | Yann Guichard   | France      | Maxi Spindrift 2   | multi  | Équipage  |
| 27 novembre 2011 | 05 j 14 h 55 min  | 22,24           | Loïck Peyron    | France      | Banque Populaire V | multi  | Équipage  |
| 11 novembre 2009 | 05 j 15 h 23 min  | 22,16           | Franck Cammas   | France      | Groupama 3         | multi  | Équipage  |
| 30 janvier 2008  | 06 j 06 h 24 min  | 19,95           | Franck Cammas   | France      | Groupama 3         | multi  | Équipage  |
| 27 janvier 2003  | 06 j 11 h 26 min  | 19,30           | O. de Kersauson | France      | Géronimo           | multi  | Équipage  |
|                  |                   |                 |                 |             |                    |        |           |
| 12 novembre 2016 | 05 j 17 h 11 min, | 21,87           | Thomas Coville  | France      | Sodebo Ultim'      | multi  | Solitaire |
| 30 novembre 2007 | 06 j 16 h 58 min  | 18,64           | Francis Joyon   | France      | Idec               | multi  | Solitaire |
| 6 décembre 2004  | 08 j 18 h 20 min  | 14,26           | Ellen MacArthur | Royaume-Uni | B&Q/Castorama      | multi  | Solitaire |
|                  |                   |                 |                 |             |                    |        |           |
| 24 novembre 2016 | 09 j 07 h 03 min  | 13,45           | Alex Thomson    | Royaume-Uni | Hugo Boss          | Mono   | Solitaire |
| 27 novembre 2004 | 10 j 11 h 28 min  | 11,93           | Jean Le Cam     | France      | Bonduelle          | Mono   | Solitaire |

### Ouessant-Cap de Bonne-Espérance (hors WSSRC)
| Date             | Temps            | Skipper              | Pays        | Bateau                    | Classe     | Équipage  |
| ---------------- | ---------------- | -------------------- | ----------- | ------------------------- | ---------- | --------- |
| 21 janvier 2021  | 11 j 09 h 53 min | Cammas-Caudrelier    | France      | Maxi Edmond de Rothschild | Multicoque | Équipage  |
| 4 décembre 2011  | 11 j 21 h 48 min | Loïck Peyron         | France      | Maxi Banque Populaire V   | Multicoque | Équipage  |
| 6 février 2008   | 13 j 06 h 01 min | Franck Cammas        | France      | Groupama 3                | Multicoque | Équipage  |
| 14 février 2005  | 14 j 08 h 19 min | Bruno Peyron         | France      | Orange 2                  | Multicoque | Équipage  |
| 6 février 2003   | 16 j 14 h 35 min | Olivier de Kersauson | France      | Géronimo                  | Multicoque | Équipage  |
| 15 février 2002  | 18 j 18 h 40 min | Bruno Peyron         | France      | Orange                    | Multicoque | Équipage  |
|                  |                  |                      |             |                           |            |           |
| 16 novembre 2017 | 11 j 20 h 10 min | François Gabart      | France      | Macif                     | Multicoque | Solitaire |
| 20 novembre 2016 | 14 j 04 h 44 min | Thomas Coville       | France      | Sodebo Ultim'             | Multicoque | Solitaire |
| 18 décembre 2007 | 15 j 07 h 16 min | Francis Joyon        | France      | Idec                      | Multicoque | Solitaire |
| 6 décembre 2004  | 18 j 18 h 20 min | Ellen MacArthur      | Royaume-Uni | B&Q/Castorama             | Multicoque | Solitaire |
|                  |                  |                      |             |                           |            |           |
| 25 novembre 2016 | 17 j 22 h 58 min | Alex Thomson         | Royaume-Uni | Hugo Boss                 | Monocoque  | Solitaire |
| 3 décembre 2012  | 22 j 23 h 48 min | Armel Le Cléac'h     | France      | Banque Populaire (IMOCA)  | Monocoque  | Solitaire |

### Ouessant-Cap Leeuwin (hors WSSRC)
- Limite est : cap Leeuwin (Australie), en coupant le méridien 115° 08′ 11″ E

| Date             | Temps            | Skipper              | Pays        | Bateau                  | Classe     | Équipage  |
| ---------------- | ---------------- | -------------------- | ----------- | ----------------------- | ---------- | --------- |
| 2 janvier 2017   | 17 j 06 h 59 min | Francis Joyon        | France      | Idec Sport              | Multicoque | Équipage  |
| 12 décembre 2011 | 17 j 23 h 57 min | Loïck Peyron         | France      | Maxi Banque Populaire V | Multicoque | Équipage  |
| 14 février 2005  | 21 j 13 h        | Bruno Peyron         | France      | Orange 2                | Multicoque | Équipage  |
| 6 février 2003   | 26 j 04 h 53 min | Olivier de Kersauson | France      | Géronimo                | Multicoque | Équipage  |
| 26 février 2002  | 29 j 07 h 22 min | Bruno Peyron         | France      | Orange                  | Multicoque | Équipage  |
|                  |                  |                      |             |                         |            |           |
| 24 novembre 2017 | 19 j 14 h 10 min | François Gabart      | France      | Macif                   | Multicoque | Solitaire |
| 27 novembre 2016 | 21 j 03 h 09 min | Thomas Coville       | France      | Sodebo Ultim'           | Multicoque | Solitaire |
| 18 décembre 2007 | 22 j 15 h 28 min | Francis Joyon        | France      | Idec                    | Multicoque | Solitaire |
| 15 décembre 2004 | 29 j 14 h 25 min | Ellen MacArthur      | Royaume-Uni | B&Q/Castorama           | Multicoque | Solitaire |
|                  |                  |                      |             |                         |            |           |
| 5 décembre 2016  | 28 j 20 h 12 min | Armel Le Cléac'h     | France      | Banque populaire VIII   | Monocoque  | Solitaire |
| 23 février 2011  | 34 j 10 h 23 min | François Gabart      | France      | Macif                   | Monocoque  | Solitaire |

### Ouessant-Tasmanie (hors WSSRC)
- Limite est : cap du Sud-Est (Tasmanie), en coupant le méridien 146° 49′ E

| Date             | Temps            | Skipper          | Pays        | Bateau                   | Classe     | Équipage  |
| ---------------- | ---------------- | ---------------- | ----------- | ------------------------ | ---------- | --------- |
| 04 janvier 2017  | 18 j 18 h 31 min | Francis Joyon    | France      | Idec Sport               | Multicoque | Équipage  |
| 12 décembre 2015 | 20 j 04 h 37 min | Yann Guichard    | France      | Maxi Spindrift 2         | Multicoque | Équipage  |
| 12 décembre 2011 | 20 j 07 h 11 min | Loïck Peyron     | France      | Maxi Banque Populaire V  | Multicoque | Équipage  |
| 25 février 2010  | 22 j 20 h 27 min | Franck Cammas    | France      | Groupama 3               | Multicoque | Équipage  |
| 13 février 2008  | 23 j 09 h 53 min | Franck Cammas    | France      | Groupama 3               | Multicoque | Équipage  |
| 17 février 2005  | 23 j 19 h 23 min | Bruno Peyron     | France      | Orange II                | Multicoque | Équipage  |
|                  |                  |                  |             |                          |            |           |
| 25 novembre 2017 | 21 j 12 h 0 min  | François Gabart  | France      | Macif                    | Multicoque | Solitaire |
| 29 novembre 2016 | 22 j 17 h 01 min | Thomas Coville   | France      | Sodebo Ultim'            | Multicoque | Solitaire |
| 18 décembre 2007 | 24 j 19 h 19 min | Francis Joyon    | France      | Idec                     | Multicoque | Solitaire |
| 18 décembre 2004 | 32 j 19 h 57 min | Ellen MacArthur  | Royaume-Uni | B&Q/Castorama            | Multicoque | Solitaire |
|                  |                  |                  |             |                          |            |           |
| 8 décembre 2016  | 32 j 00 h 13 min | Armel Le Cléac'h | France      | Banque populaire VIII    | Monocoque  | Solitaire |
| 19 décembre 2012 | 37 j 18 h 56 min | Armel Le Cléac'h | France      | Banque populaire (IMOCA) | Monocoque  | Solitaire |

### Ouessant-Antiméridien (hors WSSRC)
| Date             | Temps            | Skipper              | Pays   | Bateau                  | Classe     | Équipage  |
| ---------------- | ---------------- | -------------------- | ------ | ----------------------- | ---------- | --------- |
| 5 janvier 2017   | 20 j 07 h 04 min | Francis Joyon        | France | Idec                    | Multicoque | Équipage  |
| 15 décembre 2015 | 22 j 07 h 43 min | Yann Guichard        | France | Maxi Spindrift 2        | Multicoque | Équipage  |
| 15 décembre 2015 | 22 j 09 h 48 min | Francis Joyon        | France | Idec                    | Multicoque | Équipage  |
| 15 décembre 2011 | 22 j 11 h 34 min | Loïck Peyron         | France | Maxi Banque Populaire V | Multicoque | Équipage  |
| 25 mars 2010     | 25 j 07 h 36 min | Franck Cammas        | France | Groupama 3              | Multicoque | Équipage  |
| 19 février 2005  | 25 j 21 h 33 min | Bruno Peyron         | France | Orange 2                | Multicoque | Équipage  |
| 11 février 2003  | 31 j 22 h 53 min | Olivier de Kersauson | France | Géronimo                | Multicoque | Équipage  |
| 3 mars 2002      | 34 j 09 h 20 min | Bruno Peyron         | France | Orange                  | Multicoque | Équipage  |
|                  |                  |                      |        |                         |            |           |
| 25 novembre 2017 | 23 j 05 h 08 min | François Gabart      | France | Macif                   | Multicoque | Solitaire |
| 29 novembre 2016 | 24 j 11 h 15 min | Thomas Coville       | France | Sodebo Ultim'           | Multicoque | Solitaire |
| 20 décembre 2007 | 27 j 07 h        | Francis Joyon        | France | Idec                    | Multicoque | Solitaire |
|                  |                  |                      |        |                         |            |           |
| 11 décembre 2016 | 34 j 23 h 18 min | Armel Le Cléac'h     | France | Banque populaire VIII   | Monocoque  | Solitaire |
| 22 décembre 2012 | 40 j             | Armel Le Cléac'h     | France | Banque populaire        | Monocoque  | Solitaire |

### Ouessant-Cap Horn (hors WSSRC)
| Date             | Temps            | Skipper              | Pays        | Bateau                  | Classe     | Équipage  |
| ---------------- | ---------------- | -------------------- | ----------- | ----------------------- | ---------- | --------- |
| 12 janvier 2017  | 26 j 15 h 45 min | Francis Joyon        | France      | Idec Sport              | Multicoque | Équipage  |
| 22 décembre 2015 | 30 j 04 h 07 min | Yann Guichard        | France      | Maxi Spindrift 2        | Multicoque | Équipage  |
| 23 décembre 2011 | 30 j 22 h 19 min | Loïck Peyron         | France      | Maxi Banque Populaire V | Multicoque | Équipage  |
| 3 mars 2010      | 32 j 04 h 34 min | Franck Cammas        | France      | Groupama 3              | Multicoque | Équipage  |
| 27 février 2005  | 32 j 13 h 29 min | Bruno Peyron         | France      | Orange II               | Multicoque | Équipage  |
| 21 février 2003  | 41 j 16 h 27 min | Olivier de Kersauson | France      | Géronimo                | Multicoque | Équipage  |
| 27 février 2002  | 42 j 02 h 52 min | Bruno Peyron         | France      | Orange                  | Multicoque | Équipage  |
|                  |                  |                      |             |                         |            |           |
| 3 décembre 2017  | 29 j 03 h 15 min | François Gabart      | France      | Macif                   | Multicoque | Solitaire |
| 8 décembre 2016  | 31 j 11 h 30 min | Thomas Coville       | France      | Sodebo Ultim'           | Multicoque | Solitaire |
| 29 décembre 2007 | 35 j 12 h 36 min | Francis Joyon        | France      | Idec                    | Multicoque | Solitaire |
| 18 décembre 2004 | 44 j 23 h 36 min | Ellen MacArthur      | Royaume-Uni | B&Q/Castorama           | Multicoque | Solitaire |
|                  |                  |                      |             |                         |            |           |
| 24 décembre 2024 | 43 j 11 h 25 min | Yoann Richomme       | France      | Paprec Arkéa            | Monocoque  | Solitaire |
| 23 décembre 2016 | 47 j 00 h 32 min | Armel Le Cléac'h     | France      | Banque populaire VIII   | Monocoque  | Solitaire |
| 1er janvier 2013 | 52 j 06 h 18 min | François Gabart      | France      | Macif                   | Monocoque  | Solitaire |

### Ouessant-Équateur2 (hors WSSRC)
| Date             | Temps            | Skipper              | Pays        | Bateau                  | Classe     | Équipage  |
| ---------------- | ---------------- | -------------------- | ----------- | ----------------------- | ---------- | --------- |
| 20 janvier 2017  | 35 j 04 h 09 min | Francis Joyon        | France      | Idec Sport              | Multicoque | Équipage  |
| 30 décembre 2011 | 38 j 02 h 46 min | Loïck Peyron         | France      | Maxi Banque Populaire V | Multicoque | Équipage  |
| 31 décembre 2015 | 39 j 13 h 31 min | Yann Guichard        | France      | Maxi Spindrift 2        | Multicoque | Équipage  |
| 27 février 2005  | 40 j 19 h 05 min | Bruno Peyron         | France      | Orange II               | Multicoque | Équipage  |
| 14 mars 2010     | 41 j 21 h 09 min | Franck Cammas        | France      | Groupama 3              | Multicoque | Équipage  |
| 27 février 2004  | 54 j 02 h 52 min | Olivier de Kersauson | France      | Géronimo                | Multicoque | Équipage  |
| 27 février 2002  | 53 j 04 h 49 min | Bruno Peyron         | France      | Orange                  | Multicoque | Équipage  |
|                  |                  |                      |             |                         |            |           |
| 10 décembre 2017 | 36 j 01 h 30 min | François Gabart      | France      | Macif                   | Multicoque | Solitaire |
| 18 décembre 2016 | 41 j 14 h 53 min | Thomas Coville       | France      | Sodebo Ultim'           | Multicoque | Solitaire |
| 10 janvier 2008  | 48 j 02 h 18 min | Francis Joyon        | France      | Idec                    | Multicoque | Solitaire |
| 22 janvier 2005  | 60 j 13 h        | Ellen MacArthur      | Royaume-Uni | B&Q/Castorama           | Multicoque | Solitaire |
|                  |                  |                      |             |                         |            |           |
| 7 janvier 2017   | 61 j 12 h 21 min | Armel Le Cléac'h     | France      | Banque populaire VIII   | Monocoque  | Solitaire |
| 15 janvier 2013  | 66 j 01 h 39 min | François Gabart      | France      | Macif                   | Monocoque  | Solitaire |

## Temps de références par campagne

### Récapitulatif des temps de passage par campagne
| Record Toutes catégories | Record Multicoque en solitaire | Record Monocoque en solitaire |
| Précédent record         | Précédent record en solitaire  |                               |
| ------------------------ | ------------------------------ | ----------------------------- |

#### Tours du monde en multicoque et en équipage
| Skipper                | Équateur         | Bonne Espérance  | Cap des Aiguilles | Cap Leeuwin                         | Tasmanie                            | Anti méridien                       | Cap Horn                            | Équateur retour                     | Ouessant                            |
| ---------------------- | ---------------- | ---------------- | ----------------- | ----------------------------------- | ----------------------------------- | ----------------------------------- | ----------------------------------- | ----------------------------------- | ----------------------------------- |
| Caudrelier Cammas 2021 | 05 j 13 h 14 min | 11 j 09 h 53 min | 11 j 14 h 03 min  | Abandon le 13e jour (avarie safran) | Abandon le 13e jour (avarie safran) | Abandon le 13e jour (avarie safran) | Abandon le 13e jour (avarie safran) | Abandon le 13e jour (avarie safran) | Abandon le 13e jour (avarie safran) |
| Coville 2020           | 05 j 09 h 50 min | 12 j 02 h 05 min | 12 j 03 h 45 min  | Abandon le 16e jour (avarie safran) | Abandon le 16e jour (avarie safran) | Abandon le 16e jour (avarie safran) | Abandon le 16e jour (avarie safran) | Abandon le 16e jour (avarie safran) | Abandon le 16e jour (avarie safran) |
| Guichard 2019          | 04 j 19 h 57 min | 12 j 13 h 08 min | 12 j 14 h 58 min  | Abandon le 16e jour (avarie safran) | Abandon le 16e jour (avarie safran) | Abandon le 16e jour (avarie safran) | Abandon le 16e jour (avarie safran) | Abandon le 16e jour (avarie safran) | Abandon le 16e jour (avarie safran) |
| Joyon 2016             | 05 j 18 h 59 min | 12 j 19 h 28 min | 12 j 21 h 22 min  | 17 j 06 h 59 min                    | 18 j 18 h 31 min                    | 20 j 07 h 04 min                    | 26 j 15 h 45 min                    | 35 j 04 h 09 min                    | 40 j 23 h 30 min                    |
| Guichard 2015          | 04 j 21 h 45 min | 11 j 22 h 04 min | 12 j 00 h 02 min  | 18 j 11 h 25 min                    | 20 j 04 h 37 min                    | 22 j 07 h 43 min                    | 30 j 04 h 07 min                    | 39 j 13 h 31 min                    | 47 j 10 h 59 min                    |
| Joyon 2015             | 05 j 05 h 01 min | 13 j 05 h 11 min | 13 j 09 h 15 min  | 18 j 20 h 37 min                    | 20 j 08 h 18 min                    | 22 j 09 h 48 min                    | 31 j 01 h 47 min                    | 40 j 14 h 53 min                    | 47 j 14 h 47 min                    |
| Peyron 2011            | 05 j 14 h 55 min | 11 j 21 h 48 min | 11 j 23 h 49 min  | 17 j 23 h 57 min                    | 20 j 07 h 11 min                    | 22 j 11 h 34 min                    | 30 j 22 h 19 min                    | 38 j 02 h 46 min                    | 45 j 13 h 42 min                    |
| Cammas 2009            | 05 j 15 h 23 min | 14 j 13 h 31 min | 14 j 15 h 48 min  | 21 j 14 h 22 min                    | 22 j 20 h 27 min                    | 25 j 07 h 36 min                    | 32 j 04 h 34 min                    | 41 j 21 h 09 min                    | 48 j 07 h 44 min                    |
| Peyron 2005            | 07 j 02 h 56 min | 14 j 05 h 21 min | 14 j 08 h 19 min  | 21 j 13 h                           | 23 j 19 h 23 min                    | 25 j 21 h 33 min                    | 32 j 13 h 29 min                    | 40 j 19 h 05 min                    | 50 j 16 h 20 min                    |
| Fossett 2004           | 08 j 06 h 28 min | 17 j 23 h 29 min |                   | 25 j 14 h 08 min                    |                                     | 30 j 22 h 47 min                    | 39 j 16 h 16 min                    | 50 j 03 h 03 min                    | 58 j 09 h 32 min                    |
| Kersauson 2003         | 06 j 11 h 26 min | 16 j 14 h 35 min |                   | 26 j 04 h 53 min                    |                                     | 31 j 22 h 53 min                    | 41 j 16 h 27 min                    | 53 j 09 h 37 min                    | 68 j 01 h 58 min                    |
| Peyron 2002            | 07 j 22 h        | 18 j 18 h 40 min |                   | 29 j 07 h 22 min                    |                                     | 34 j 09 h 20 min                    | 42 j 02 h 52 min                    | 53 j 04 h 49 min                    | 64 j 08 h 37 min                    |
| Kersauson 1997         | 11 j 02 h        | 21 j 15 h 27 min |                   | 30 j 14 h 44 min                    | 33 j 05 h 13 min                    | 35 j 15 h 17 min                    | 46 j 16 h 57 min                    | 58 j 13 h 39 min                    | 71 j 14 h 18 min                    |
| Blake 1994             | 07 j 04 h 24 min | 19 j 17 h 53 min |                   | 29 j 16 h 01 min                    | 32 j 17 h 39 min                    | 36 j 10 h                           | 48 j 02 h 32 min                    | 61 j 11 h 35 min                    | 74 j 22 h 17 min                    |
| Peyron 1993            | 08 j 19 h 26 min | 21 j 12 h 48 min |                   | 33 j 07 h 48 min                    | 36 j 15 h 48 min                    | 40 j 02 h 40 min                    | 53 j 06 h 42 min                    | 66 j 13 h 05 min                    | 79 j 06 h 16 min                    |

#### Tours du monde en multicoque et en solitaire
| Skipper                 | Équateur         | Bonne Espérance  | Cap des Aiguilles | Cap Leeuwin      | Tasmanie         | Anti méridien    | Cap Horn         | Équateur retour  | Ouessant         |
| ----------------------- | ---------------- | ---------------- | ----------------- | ---------------- | ---------------- | ---------------- | ---------------- | ---------------- | ---------------- |
| Charles Caudrelier 2024 | 06 j 07 h 41 min | 12 j 01 h 02 min | 12 j 06 h 19 min  | 18 j 05 h 43 min | 20 j 11 h 33 min | 22 j 03 h 06 min | 30 j 04 h 38 min | 39 j 19 h 14 min | 50 j 19 h 07 min |
| François Gabart 2017    | 05 j 20 h 45 min | 11 j 20 h 10 min | 11 j 22 h 20 min  | 19 j 14 h 10 min | 21 j 12 h 00 min | 23 j 05 h 08 min | 29 j 03 h 15 min | 36 j 01 h 30 min | 42 j 16 h 40 min |
| Thomas Coville 2016     | 05 j 17 h 15 min | 14 j 04 h 44 min |                   | 21 j 03 h 09 min | 22 j 17 h 01 min | 24 j 15 h 05 min | 31 j 11 h 30 min | 41 j 14 h 53 min | 49 j 03 h 07 min |
| Francis Joyon 2007      | 06 j 16 h 58 min | 15 j 07 h 16 min |                   | 22 j 15 h 28 min | 24 j 19 h 19 min | 27 j 07 h        | 35 j 12 h 36 min | 48 j 02 h 18 min | 57 j 13 h 34 min |
| Ellen MacArthur 2004    | 08 j 18 h 20 min | 18 j 18 h 20 min |                   | 29 j 14 h 25 min | 32 j 19 h 57 min |                  | 44 j 23 h 36 min | 60 j 13 h        | 71 j 14 h 18 min |

#### Tours du monde en monocoque IMOCA et en solitaire (Vendée Globe)
| Skipper         | Équateur         | Bonne Espérance  | Cap des Aiguilles | Cap Leeuwin      | Tasmanie         | Anti méridien    | Cap Horn         | Équateur retour  | Les Sables       |
| --------------- | ---------------- | ---------------- | ----------------- | ---------------- | ---------------- | ---------------- | ---------------- | ---------------- | ---------------- |
| Records         | 09 j 07 h 03 min | 17 j 22 h 58 min |                   |                  |                  |                  |                  |                  |                  |
| Dalin 2025      | 11 j 07 h 08 min | 19 j 03 h 43 min |                   | 29 j 02 h 10 min | 311j 04h 19min   |                  | 43 j 11 h 34 min | 56 j 02 h 36 min | 64 j 19 h 22 min |
| Bestaven 2021   | 10 j 19 h 01 min | 23 j 19 h 24 min |                   | 35 j 01 h 25 min |                  |                  | 55 j 00 h 22 min | 69 j 13 h 16 min | 80 j 03 h 44 min |
| Le Cléac'h 2017 | 09 j 09 h 56 min | 18 j 03 h 30 min | 18 j 06 h 44 min  | 28 j 20 h 12 min | 32 j 00 h 13 min |                  | 47 j 00 h 32 min | 61 j 12 h 21 min | 74 j 03 h 36 min |
| Gabart 2013     | 11 j 00 h 20 min | 23 j 03 h 43 min | 23 j 08 h 02 min  | 34 j 10 h 23 min | 37 j 18 h 56 min |                  | 52 j 06 h 18 min | 66 j 01 h 39 min | 78 j 02 h 16 min |
| Desjoyeaux 2009 | 13 j 15 h 41 min | 27 j 00 h 34 min |                   | 37 j 07 h 23 min |                  | 43 j 23 h 33 min | 56 j 15 h 08 min | 71 j 17 h 12 min | 84 j 03 h 09 min |
| Riou 2005       | 10 j 12 h 13 min | 24 j 02 h 18 min |                   | 36 j 11 h 48 min |                  |                  | 56 j 17 h 13 min | 72 j 13 h 58 min | 87 j 10 h 47 min |

### Récapitulatif des temps intermédiaires par campagne
| Record Toutes catégories | Record Multicoque en solitaire | Record Monocoque en solitaire |
| ------------------------ | ------------------------------ | ----------------------------- |

#### Tours du monde en multicoque et en équipage
| Skipper                          | Date | Ouessant Équateur WSSRC | Équateur B-Espérance | B-Espérance Cap Leeuwin             | Cap Leeuwin Cap Horn                | Cap Horn Équateur retour            | Équateur retour Ouessant            | Anti-méridien Ouessant              |
| -------------------------------- | ---- | ----------------------- | -------------------- | ----------------------------------- | ----------------------------------- | ----------------------------------- | ----------------------------------- | ----------------------------------- |
| Franck Cammas Charles Caudrelier | 2021 | 05 j 13 h 14 min        | 05 j 20 h 39 min     | Abandon le 13e jour (avarie safran) | Abandon le 13e jour (avarie safran) | Abandon le 13e jour (avarie safran) | Abandon le 13e jour (avarie safran) | Abandon le 13e jour (avarie safran) |
| Thomas Coville                   | 2020 | 05 j 09 h 50 min        | 06 j 16 h 15 min     | Abandon le 16e jour (avarie safran) | Abandon le 16e jour (avarie safran) | Abandon le 16e jour (avarie safran) | Abandon le 16e jour (avarie safran) | Abandon le 16e jour (avarie safran) |
| Yann Guichard                    | 2019 | 04 j 19 h 57 min        | 07 j 17 h 11 min     | Abandon le 16e jour (avarie safran) | Abandon le 16e jour (avarie safran) | Abandon le 16e jour (avarie safran) | Abandon le 16e jour (avarie safran) | Abandon le 16e jour (avarie safran) |
| Francis Joyon                    | 2016 | 05 j 18 h 59 min        | 07 j 00 h 29 min     | 04 j 09 h 37 min                    | 09 j 08 h 46 min                    | 08 j 12 h 24 min                    | 05 j 19 h 21 min                    | 20 j 16 h 26 min                    |
| Loïck Peyron                     | 2011 | 05 j 14 h 55 min        | 06 j 06 h 53 min     | 06 j 02 h 09 min                    | 12 j 22 h 22 min                    | 07 j 04 h 27 min                    | 07 j 10 h 58 min                    | 23 j 02 h 12 min                    |
| Yann Guichard                    | 2015 | 04 j 21 h 45 min        | 07 j 00 h 35 min     | 06 j 13 h 21 min                    | 12 j 06 h 03 min                    | 09 j 09 h 24 min                    | 07 j 21 h 28 min                    | 25 j 03 h 16 min                    |
| Francis Joyon                    | 2015 | 05 j 05 h 01 min        | 08 j 04 h 10 min     | 05 j 15 h 26 min                    | 12 j 05 h 10 min                    | 09 j 13 h 06 min                    | 06 j 23 h 56 min                    | 25 j 04 h 59 min                    |
| Franck Cammas                    | 2009 | 05 j 15 h 23 min        | 07 j 02 h 23 min     | 07 j 00 h 51 min                    | 10 j 14 h 12 min                    | 09 j 16 h 35 min                    | 06 j 10 h 44 min                    | 23 j 00 h 08 min                    |
| Bruno Peyron                     | 2005 | 07 j 02 h 56 min        | 07 j 05 h 23 min     | 07 j 07 h 39 min                    | 12 j 00 h 29 min                    | 08 j 05 h 36 min                    | 09 j 21 h 15 min                    | 28 j 02 h 51 min                    |
| Steve Fossett                    | 2004 | 08 j 06 h 28 min        | 09 j 17 h 01 min     | 07 j 14 h 39 min                    | 14 j 02 h 08 min                    | 10 j 10 h 47 min                    | 08 j 06 h 29 min                    | 27 j 11 h 45 min                    |
| O. de Kersauson                  | 2003 | 06 j 11 h 26 min        | 10 j 03 h 09 min     | 09 j 09 h 18 min                    | 15 j 11 h 34 min                    | 11 j 17 h 10 min                    | 14 j 15 h 21 min                    | 36 j 03 h 05 min                    |
| Bruno Peyron                     | 2002 | 07 j 22 h 00 min        | 10 j 20 h 40 min     | 12 j 19 h 30 min                    | 10 j 12 h 42 min                    | 11 j 01 h 57 min                    | 11 j 03 h 48 min                    | 29 j 23 h 43 min                    |

| Skipper         | Date | B-Espérance Cap Horn | Équateur WSSRC   | Équateur Cap Horn | Cap Horn Ouessant | Indien WSSRC     | Pacifique WSSRC  |
| --------------- | ---- | -------------------- | ---------------- | ----------------- | ----------------- | ---------------- | ---------------- |
| Francis Joyon   | 2016 | 13 j 20 h 13 min     | 29 j 09 h 10 min | 20 j 20 h 46 min  | 14 j 07 h 45 min  | 05 j 21 h 09 min | 07 j 21 h 14 min |
| Loïck Peyron    | 2011 | 19 j 00 h 31 min     | 32 j 11 h 51 min | 25 j 07 h 23 min  | 14 j 15 h 25 min  | 08 j 07 h 23 min | 10 j 15 h 07 min |
| Yann Guichard   | 2015 | 18 j 06 h 03 min     | 34 j 08 h 02 min | 25 j 06 h 38 min  | 17 j 06 h 54 min  | 08 j 04 h 45 min | 09 j 23 h 30 min |
| Francis Joyon   | 2015 | 17 j 20 h 36 min     | 35 j 13 h 52 min | 26 j 00 h 46 min  | 16 j 13 h 02 min  | 07 j 00 h 00 min | 10 j 23 h 10 min |
| Franck Cammas   | 2009 | 17 j 15 h 03 min     | 36 j 02 h 03 min | 26 j 09 h 27 min  | 16 j 03 h 19 min  | 08 j 17 h 39 min | 08 j 18 h 41 min |
| Bruno Peyron    | 2005 | 18 j 08 h 08 min     | 33 j 16 h 06 min | 25 j 03 h 35 min  | 18 j 02 h 39 min  | 09 j 11 h 04 min | 08 j 18 h 08 min |
| Steve Fossett   | 2004 | 21 j 16 h 47 min     | 41 j 20 h 35 min | 31 j 09 h 48 min  | 18 j 17 h 16 min  |                  |                  |
| O. de Kersauson | 2003 | 25 j 01 h 52 min     | 46 j 22 h 11 min | 35 j 05 h 01 min  | 16 j 07 h 31 min  |                  |                  |
| Bruno Peyron    | 2002 | 23 j 08 h 12 min     | 45 j 06 h 49 min | 34 j 04 h 52 min  | 22 j 05 h 45 min  |                  |                  |

#### Tours du monde en multicoque et en solitaire
| Skipper            | Date | Ouessant Équateur WSSRC | Équateur B-Espérance | B-Espérance Cap Leeuwin | Cap Leeuwin Cap Horn | Cap Horn Équateur retour | Équateur retour Ouessant | Anti-méridien Ouessant |
| ------------------ | ---- | ----------------------- | -------------------- | ----------------------- | -------------------- | ------------------------ | ------------------------ | ---------------------- |
| Charles Caudrelier | 2024 | 06 j 07 h 42 min        | 05 j 17 h 21 min     | 06 j 04 h 41 min        | 11 j 22 h 54 min     | 09 j 14 h 36 min         | 10 j 23 h 53 min         | 28 j 16 h 01 min       |
| François Gabart    | 2017 | 05 j 20 h 45 min        | 05 j 23 h 25 min     | 07 j 18 h 00 min        | 09 j 13 h 05 min     | 06 j 22 h 15 min         | 06 j 15 h 10 min         | 19 j 11 h 32 min       |
| Thomas Coville     | 2016 | 05 j 17 h 15 min        | 08 j 11 h 29 min     | 06 j 22 h 25 min        | 10 j 08 h 21 min     | 10 j 03 h 23 min         | 07 j 12 h 14 min         | 24 j 12 h 02 min       |
| Francis Joyon      | 2007 | 06 j 16 h 58 min        | 08 j 14 h 18 min     | 07 j 08 h 11 min        | 12 j 21 h 08 min     | 12 j 13 h 42 min         | 09 j 11 h 16 min         | 30 j 06 h 34 min       |
| Ellen MacArthur    | 2004 | 08 j 18 h 20 min        | 10 j 00 h 00 min     | 10 j 19 h 05 min        | 18 j 04 h 20 min     | 15 j 13 h 24 min         | 11 j 01 h 18 min         |                        |

| Skipper            | Date | B-Espérance Cap Horn | Équateur WSSRC   | Équateur Cap Horn | Cap Horn Ouessant | Indien WSSRC     | Pacifique WSSRC  |
| ------------------ | ---- | -------------------- | ---------------- | ----------------- | ----------------- | ---------------- | ---------------- |
| Charles Caudrelier | 2024 | 18 j 03 h 36 min     | 33 j 11 h 33 min | 23 j 20 h 54 min  | 20 j 14 h 29 min  | 08 j 08 h 20 min | 09 j 17 h 05 min |
| François Gabart    | 2017 | 17 j 07 h 05 min     | 30 j 04 h 45 min | 23 j 06 h 30 min  | 13 j 13 h 25 min  | 09 j 13 h 40 min | 07 j 15 h 15 min |
| Thomas Coville     | 2016 | 17 j 06 h 46 min     | 35 j 21 h 38 min | 25 j 18 h 15 min  | 17 j 15 h 37 min  | 08 j 12 h 19 min | 08 j 18 h 28 min |
| Francis Joyon      | 2007 | 20 j 05 h 20 min     | 41 j 09 h 14 min | 28 j 19 h 38 min  | 22 j 00 h 58 min  | 09 j 12 h 03 min | 10 j 14 h 30 min |
| Ellen MacArthur    | 2004 | 26 j 05 h 16 min     | 52 j 18 h 40 min | 36 j 05 h 16 min  | 26 j 14 h 42 min  | 14 j 01 h 37 min | 12 j 13 h 39 min |

#### Tours du monde en monocoque IMOCA et en solitaire (Vendée Globe)
| Skipper         | Record milles 24 h | Vmax nœuds 24 h | Les Sables Équateur | Équateur B-Espérance | B-Espérance Leeuwin | Leeuwin Cap Horn | Cap Horn Équateur retour | Équateur retour Les Sables | Cap Horn Les Sables | Distance sur le fond | Vitesse moyenne (noeuds) |
| --------------- | ------------------ | --------------- | ------------------- | -------------------- | ------------------- | ---------------- | ------------------------ | -------------------------- | ------------------- | -------------------- | ------------------------ |
| RECORDS         | 615,33             | 25,64           | 09 j 07 h 03 m      |                      |                     | 13 j 09 h 13 min | 11 j 18 h 22 m           |                            |                     |                      |                          |
| Dalin 2025      | 575,4              | 23,98           | 11 j 09 h 03 min    | 07 j 18 h 39 m       | 09 j 22 h 27 m      | 14 j 09 h 24 min | 12 j 15 h 02 min         | 08 j 16 h 46 min           | 21 j 07 h 48 min    | 27 668               | 17,79                    |
| Bestaven 2021   | 481,8              | 20,1            | 10 j 19 h 01 m      | 13 j 00 h 23 m       | 11 j 05 h 59 m      | 19 j 22 h 57 m   | 14 j 12 h 52 m           | 11 j 00 h 43 m             | 25 j 13 h 37 m      | 28584                | 14,78                    |
| Le Cléac'h 2017 | 524,1              | 21,8            | 09 j 09 h 56 m      | 08 j 17 h 34 m       | 10 j 16 h 42 m      | 18 j 04 h 20 m   | 14 j 11 h 49 m           | 12 j 15 h 15 m             | 27 j 03 h 04 m      | 27455                | 15,43                    |
| Gabart 2013     | 534                | 22,25           | 11 j 00 h 20 m      | 12 j 03 h 23 m       | 11 j 06 h 40 m      | 17 j 18 h 35 m   | 13 j 19 h 28 m           | 12 j 00 h 37 m             | 25 j 20 h 37 m      | 28647                | 15,3                     |
| Desjoyeaux 2009 | 466                | 19,4            | 13 j 15 h 41 m      | 13 j 08 h 53 m       | 10 j 06 h 49 m      | 19 j 07 h 45 m   | 15 j 02 h 04 m           | 12 j 09 h 57 m             | 27 j 12 h 01 m      | 28303                | 14,2                     |
| Riou 2005       | 432                | 18              | 10 j 12 h 13 m      | 13 j 14 h 05 m       | 12 j 07 h 30 m      | 20 j 05 h 25 m   | 15 j 20 h 11 m           | 14 j 20 h 49 m             | 30 j 12 h 01 m      | 26714                | 12,73                    |

1. ↑  Distance théorique : 24365 milles.

| Skipper           | Date | B-Espérance Cap Horn | Équateur WSSRC   | Équateur Cap Horn | Cap Horn Ouessant | Indien WSSRC     | Pacifique WSSRC  |
| ----------------- | ---- | -------------------- | ---------------- | ----------------- | ----------------- | ---------------- | ---------------- |
| Charlie Dalin     | 2025 | 24 j 07 h 51 min     | 44 j 17 h 33 min | 32 j 02 h 31 min  | 21 j 07 h 48 min  |                  |                  |
| Yannick Bestaven  | 2021 | 31 j 04 h 58 min     | 58 j 18 h 15 min | 44 j 05 h 21 min  | 25 j 03 h 22 min  |                  |                  |
| Armel Le Cléac'h  | 2017 | 28 j 21 h 02 min     | 52 j 02 h 25 min | 37 j 14 h 36 min  | 27 j 03 h 04 min  | 13 j 17 h 29 min | 15 j 00 h 19 min |
| François Gabart   | 2013 | 29 j 02 h 35 min     | 55 j 01 h 19 min | 41 j 05 h 19 min  | 25 j 20 h 37 min  | 14 j 10 h 20 min | 14 j 11 h 56 min |
| Michel Desjoyeaux | 2009 | 29 j 15 h 42 min     | 58 j 01 h 31 min | 42 j 23 h 43 min  | 27 j 12 h 01 min  |                  |                  |
| Vincent Riou      | 2005 | 32 j 14 h 55 min     | 62 j 01 h 45 min | 46 j 05 h 00 min  | 30 j 12 h 01 min  | 19 j 17 h 34 min |                  |

## Records d'est en ouest

### En équipage
À ce jour (février 2010), aucun temps de référence n'a été homologué.

### En solitaire
| Année | Temps             | Skipper                | Pays        | Bateau        | Type de Bateau                       | Divers |
| ----- | ----------------- | ---------------------- | ----------- | ------------- | ------------------------------------ | --- |
| 2004  | 122 j 14 h 03 min | Jean-Luc Van Den Heede | France      | Adrien        | Monocoque                            | Arrivé le 19 mars 2004 sans escale |
| 2000  | 151 j 19 h 54 min | Philippe Monnet        | France      | Uunet         | Monocoque                            | Arrivé le 9 juin 2000 sans escale |
| 1994  | 161 j             | Mike Golding           | Royaume-Uni | Group 4       | Monocoque gréé en ketch              | |
| 1970  | 292 j             | Chay Blyth             | Royaume-Uni | British Steel | Monocoque                            | Parti le 18 octobre 1970, arrivé le 6 août 1971 |
| 1895  | 3 ans 2 mois 3 j  | Joshua Slocum          | États-Unis  | Spray         | Monocoque gréé en côtre puis en yawl | De Boston à Newport par le détroit de Magellan et le détroit de Torrès. À noter qu'il réalisa de longues escales en Australie et en Afrique du Sud |

Maud Fontenoy réalisé en 2007 un tour de l'hémisphère sud, non validable comme tour du monde, car les règles du WSSRC implique un franchissement de l'équateur et une distance orthodromique de 21 600 milles minimum. Partie de la Réunion, elle n'a parcouru que 12 000 milles.

## Plus jeunes navigateurs autour du monde en solitaire
| Skipper          | Nationalité | Port de départ       | Date de départ   | Date d'arrivée    | Durée (jours) | Âge à l'arrivée | Voilier                                             | Notes |
| ---------------- | ----------- | -------------------- | ---------------- | ----------------- | ------------- | --------------- | --------------------------------------------------- | --- |
| Robin Lee Graham | États-Unis  | Los Angeles          | 27 juillet 1965  | 30 avril 1970     | 1738          | 21 ans 56 j     | Dove (Lapworth 24) Return of Dove(Allied Luders 33) | Route de l'Ouest par canal de Panama, avec escales                                                                        |
| Tania Aebi (en)  | États-Unis  | New York             | 28 mai 1985      | 6 novembre 1987   | 892           | 21 ans 30 j     | Varuna Contessa 26 (en) (7,7 m)                     | Route de l'Ouest par canal de Panama, avec escales                                                                        |
| Brian Caldwell   | États-Unis  | Honolulu             | 1er juin 1995    | 20 septembre 1996 | 477           | 20 ans 278 j    | Mai Miti Vavau Contessa 26 (7,7 m)                  | Route de l'Ouest par Nord-Australie, cap de Bonne-Espérance, canal de Panama, avec escales                                |
| David Dicks      | Australie   | Fremantle            | 26 février 1996  | 17 novembre 1996  | 265           | 18 ans 42 j     | Seaflight S&S 34 (en) (10 m)                        | Route de l'Est par cap de Bonne-Espérance, sans escale et avec assistance                                                 |
| Jesse Martin     | Australie   | Baie de Port Phillip | 8 décembre 1998  | 31 octobre 1999   | 327           | 18 ans 66 j     | Lionheart S&S 34 (10 m)                             | Route de l'Est par cap Horn, cap de Bonne-Espérance, sans escale et sans assistance                                       |
| Zac Sunderland   | États-Unis  | Marina Del Rey       | 14 juin 2008     | 16 juillet 2009   | 396           | 17 ans 229 j    | Intrepid Islander 36 (en) (11 m)                    | Route de l'Est par canal de Panama, cap de Bonne-Espérance Nord-Australie, avec escales                                   |
| Michael Perham   | Royaume-Uni | Portsmouth           | 16 novembre 2008 | 27 août 2009      | 284           | 17 ans 164 j    | Totallymoney.com Open 50 (15 m)                     | Route de l'Est par cap de Bonne-Espérance, canal de Panama, avec escales et assistance                                    |
| Jessica Watson   | Australie   | Sydney               | 18 octobre 2009  | 15 mai 2010       | 210           | 16 ans 362 j    | Ella's Pink Lady S&S 34 (10 m)                      | Route de l'Est par cap Horn, cap de Bonne-Espérance, sans escale et sans assistance                                       |
| Laura Dekker     | Pays-Bas    | Saint-Martin         | 20 janvier 2011  | 21 janvier 2012   | 366           | 16 ans 123 j    | Guppy Ketch Gin Fizz Jeanneau (deux mâts de 11,5 m) | Route de l'Ouest par canal de Panama, avec escales. Partie à 14 ans des Pays-Bas. Film réalisé à son retour : Maidentrip. |